# Giovanni Battista
Giovanni, detto il Battista (in ebraico יוחנן המטביל‎?, Yohanan Hamathvil; in greco Ιωάννης ο Πρόδρομος?, "Giovanni il Precursore"; in greco antico: Ἰωάννης ὁ βαπτίζων?; in latino Ioannes Baptista; Ain Karem, 24 giugno fine I secolo a.C. – Macheronte, 29 agosto tra il 29 e il 32 d.C.), è stato un predicatore ebreo antico, asceta proveniente da una famiglia storica sacerdotale giudaica.

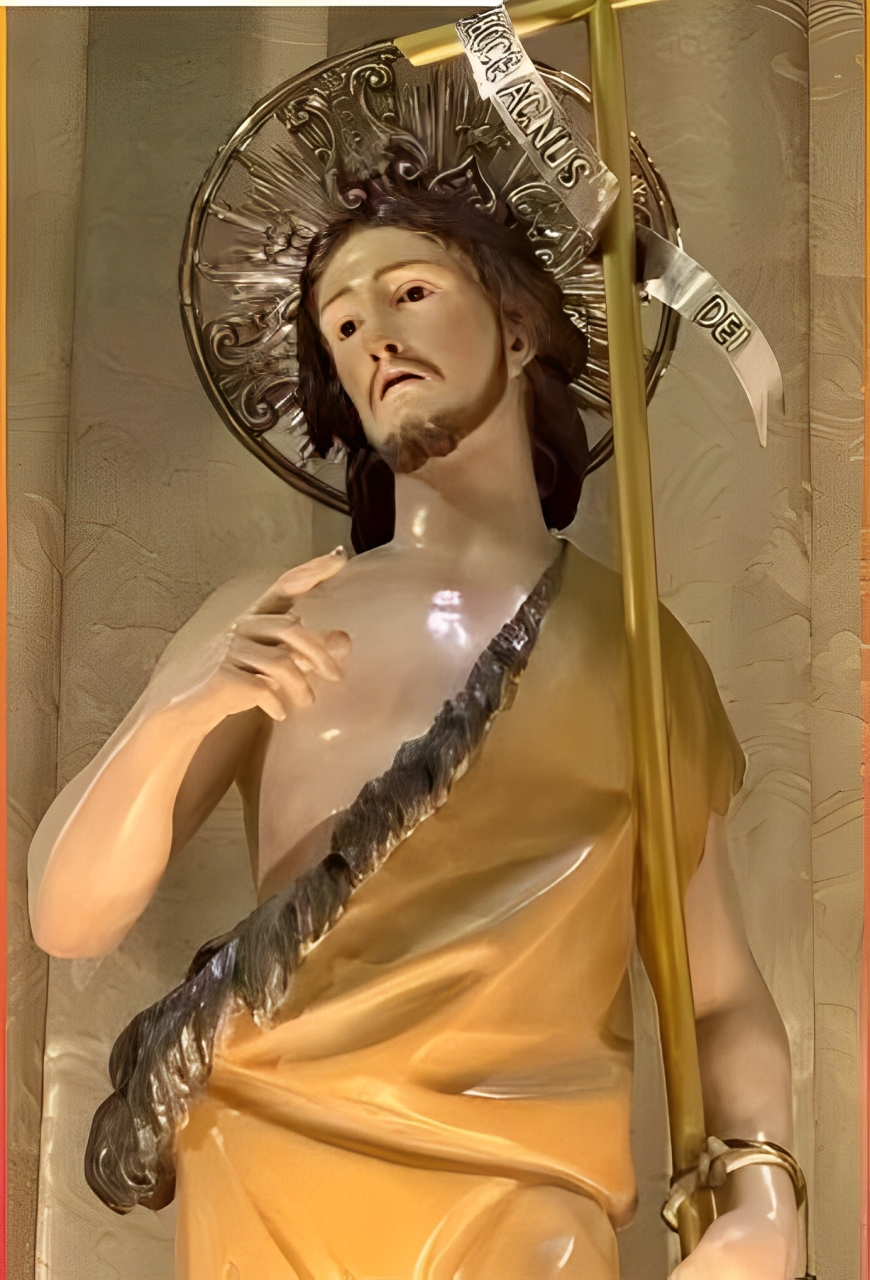
Statua di San Giovanni Battista nella chiesa di San Giovanni Evangelista a Pantuliano di Pastorano

Tra le personalità più importanti dei Vangeli, venerato da tutte le Chiese cristiane e considerato santo da tutte quelle che ammettono il culto dei santi, la sua vita e predicazione sono costantemente intrecciate con l'opera di Gesù Cristo; insieme a quest'ultimo, Giovanni Battista è menzionato cinque volte nel Corano con il nome di Yahyā b. Zakariyyā, come uno dei massimi profeti che precedettero Maometto; nella religione dei Mandei, con il nome di Iahia Iuhana, viene considerato il più grande di tutti i profeti.
Intorno alla sua figura sono cresciute numerose credenze popolari. Giovanni Battista ha un posto di rilievo anche nel calendario della Massoneria.
Nel Martirologio Romano è l'unico santo di cui si celebra non solo la morte, ma anche la nascita, oltre alla Madonna, e pure il concepimento, come per Gesù.

## Biografia

### Nascita

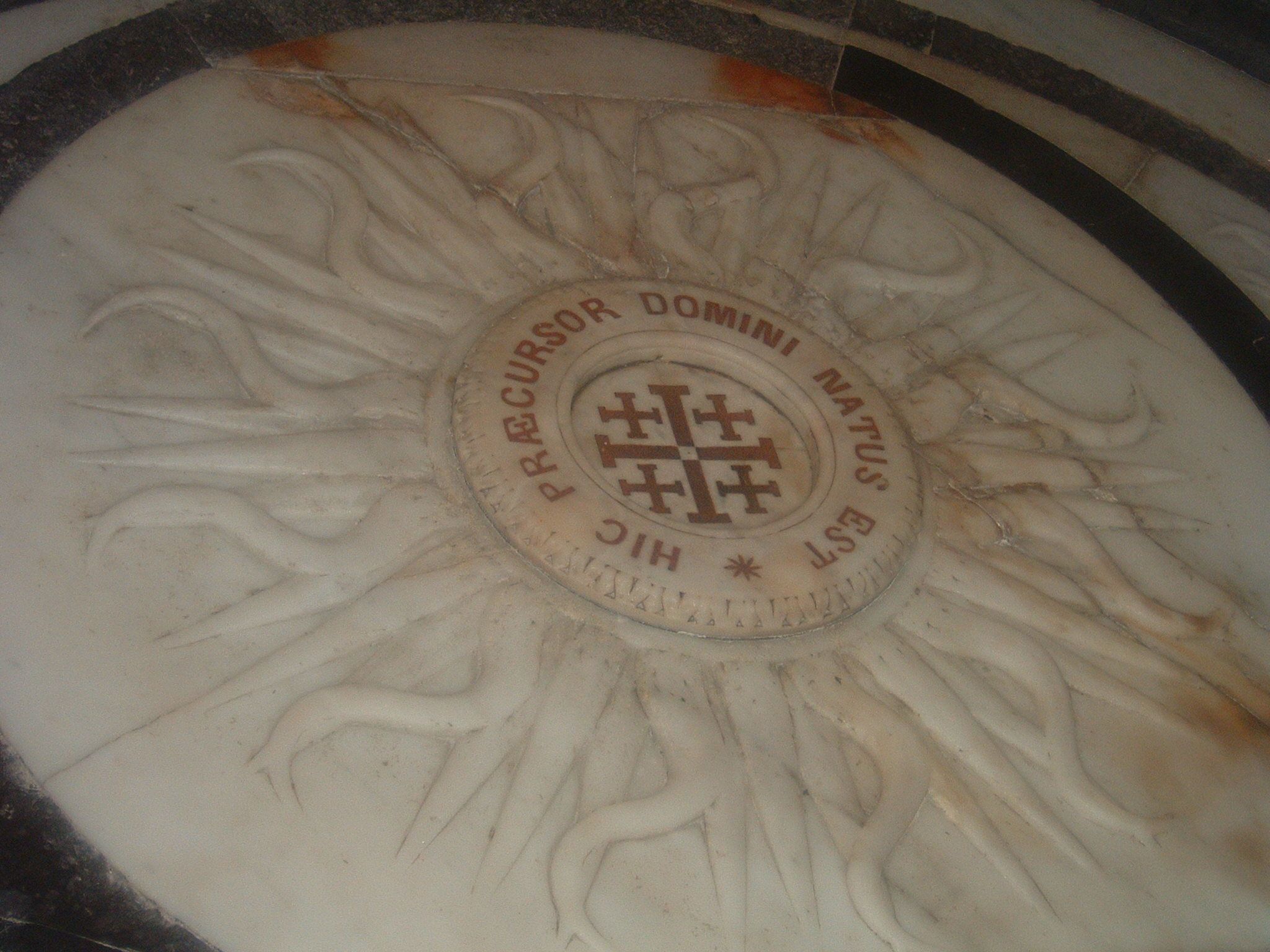
Ein Kerem, luogo dove è nato Giovanni Battista secondo la tradizione

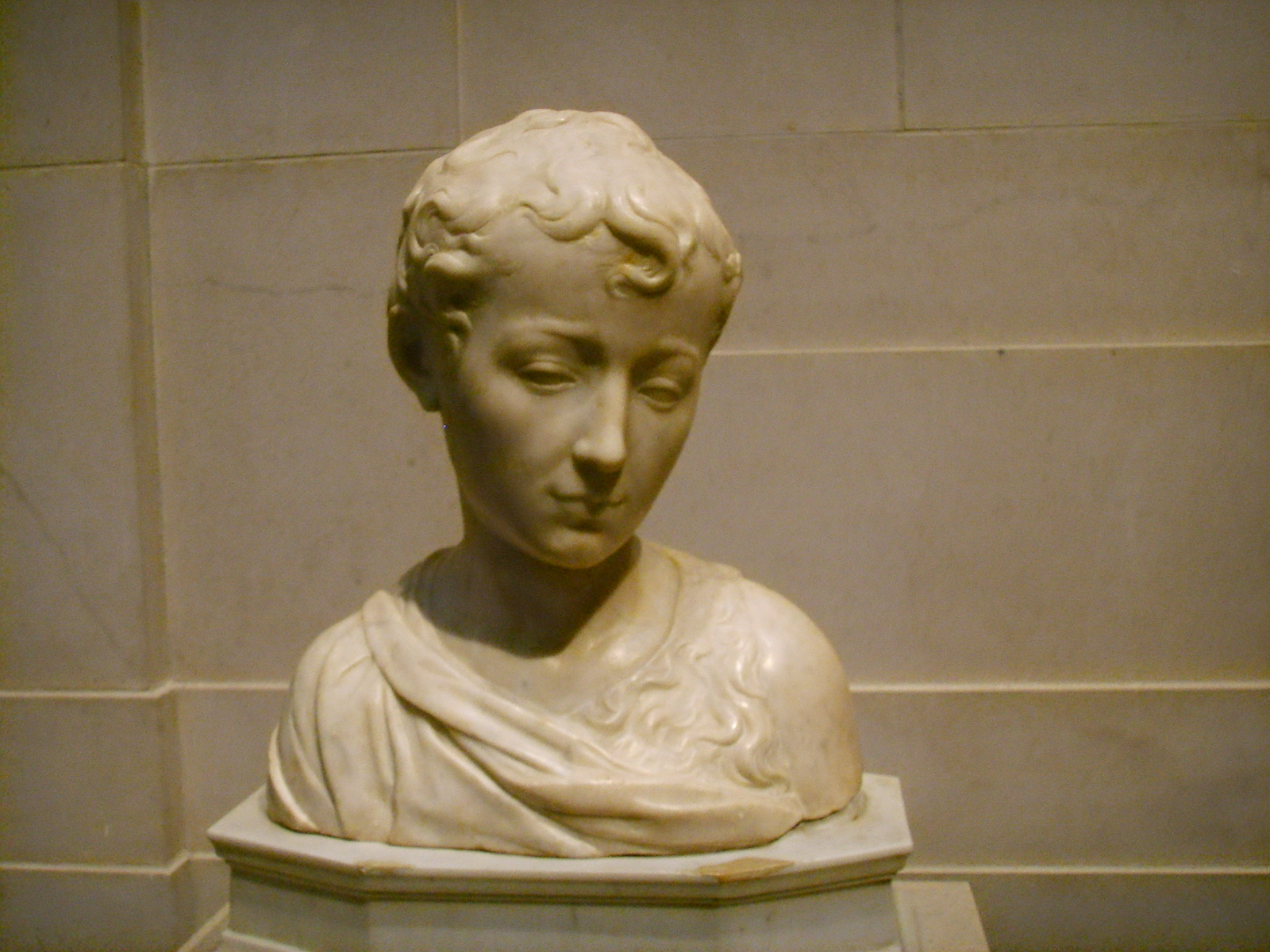
Antonio Rossellino, Giovane San Giovanni Battista, 1470 circa, National Gallery of Art.

Fonte principale sulla vita e la figura del Battista sono i Vangeli. Essi affermano che fu concepito da Elisabetta, sposa di Zaccaria, quando i due erano in tarda età. In modo simile, un angelo aveva preannunciato ad Abramo la nascita di Isacco quando il patriarca era in tarda età. L'annuncio viene dato dapprima a Zaccaria (Luca 1,1-7) e poi a Maria.
L'annuncio a Zaccaria
Zaccaria riceve l'annuncio mentre si trova nel Tempio di Gerusalemme innanzi all'altare del Signore, dopo aver terminato il proprio servizio sacerdotale. Al sommo sacerdote levita della classe di Abìa (Luca 1,5) l'angelo preannuncia la nascita di un uomo giusto, che non avrebbe mai bevuto vino né bevande inebrianti, che avrebbe svolto la duplice missione di riunire gli Israeliti intorno al loro Signore e di riavvicinare i figli ai loro padri, superando la durezza dei cuori dei padri e riportando i figli alla sapienza davidica dei giusti patriarchi. I figli sono definiti "ribelli", epiteto riservato anche a Satana e sono contrapposti a Giovanni, che riconobbe la divinità di Gesù fin dal grembo materno. L'angelo assimila Giovanni al profeta Elia, che ebbe il privilegio di manifestarsi insieme a Mosè e a Gesù nel monte Tabor. Le parole riservate da san Gabriele a Giovanni non sono meno celebrative di quelle di Gesù, poiché nessun altro uomo nominato nell'intera Bibbia fu mai paragonato a Mosè o Elia. Come Elia, Giovanni è colmato di Spirito Santo e dei suoi carismi, oltreché della forza necessaria a riunire le famiglie al loro interno e poi le Dodici di Tribù intorno al re d'Israele. Il legame col sacerdozio levitico è quindi duplice: al sommo sacerdote Zaccaria, nel pieno espletamento delle sue funzioni nel Tempio, viene profetizzata la nascita di un nuovo sommo sacerdote che con sant'Elia avrebbe condiviso il fine di convertire Israele e i necessari doni dello Spirito Santo e della forza...
Diversamente dagli apostoli e come Gesù, la sua missione divina sulla terra non segue ad una chiamata in età adulta, bensì è nota alla famiglia fin dalla nascita ed è implicita nel suo nome.
Giovanni non è presente alla discesa dello Spirito Santo nella solennità di Pentecoste perché è morto (Matteo 14,1-2) tuttavia è colmo di Spirito Santo "fin dal seno di sua madre" (Luca 1,15), in modo diverso dalla Vergine che, secondo la Chiesa Cattolica, ne fu colmata dal suo concepimento e resa, a differenza di Giovanni, preservata dal peccato originale dunque immacolata. Maria fu informata di tale privilegio con il saluto "piena di grazia" (Luca 1,28) dell'angelo all'Annunciazione. La presenza dello Spirito Santo nell'infante Giovanni si manifesta nel sussulto in grembo che indica il riconoscimento di Gesù come Dio e fa sì che anche Elisabetta sia colmata di Spirito Santo e riconosca Maria madre di Dio e Dio il figlio che porta in grembo: "benedetta tu fra le donne e benedetto il frutto del tuo grembo" (Luca 1,42).
L'Annuncio a Maria
Annunciando a Maria la nascita di Gesù, l'arcangelo Gabriele le rivela che la parente Elisabetta, che tutti dicevano sterile, era al sesto mese di gestazione; quando questa andò a visitare Elisabetta, il nascituro balzò di gioia nel ventre materno. Per aver conosciuto direttamente Gesù e per averne annunciato l'arrivo ancor prima che questi nascesse, Giovanni è ricordato come "il Precursore" o "il più grande dei profeti".

Se i vangeli canonici non fanno alcuna menzione né dei genitori di Elisabetta né di quelli di Maria, una tradizione secolare e, con il precetto di Papa Gregorio XIII (1584), la Chiesa cattolica in modo ufficiale, venerano sant'Anna come madre di Maria; Esmerìa, madre di Elisabetta, al contrario, non è stata dichiarata santa e solo Elisabetta è presente nel calendario della Chiesa cattolica e ortodossa. Il Vangelo di Luca dice genericamente che Maria ed Elisabetta "sono parenti" (Lc 1,36). In questo senso, si pronuncia anche il Catechismo di Pio X (Parte II, art. 83).
La Chiesa Ortodossa, invece, venera Elisabetta e Maria come figlie di sorelle (Esmerìa ed Anna) e quindi Giovanni Battista come cugino di secondo grado di Gesù.
Seguendo la legge ebraica, Giovanni venne circonciso esattamente otto giorni dopo il parto (Lc 1, 57-60). La legge ebraica prevedeva anche che il padre scegliesse un patronimico (Zaccaria stesso, oppure un antenato del ramo paterno e maschio) e la futura promessa sposa del figlio, ma i genitori per il nome seguono le indicazioni dell'annunciazione. Giovanni poi non si sposò sia secondo i Vangeli che secondo la tradizione, per seguire il compito che gli era stato affidato.
Luca lo colloca in un quadro storico ben preciso, riportando nomi, casato e cariche dei protagonisti politici di quel tempo (Vangelo secondo Luca 3, 1-2), riconducibile al periodo corrispondente agli anni 27 e 28 dopo Cristo, quindicesimo anno dell'impero di Tiberio.

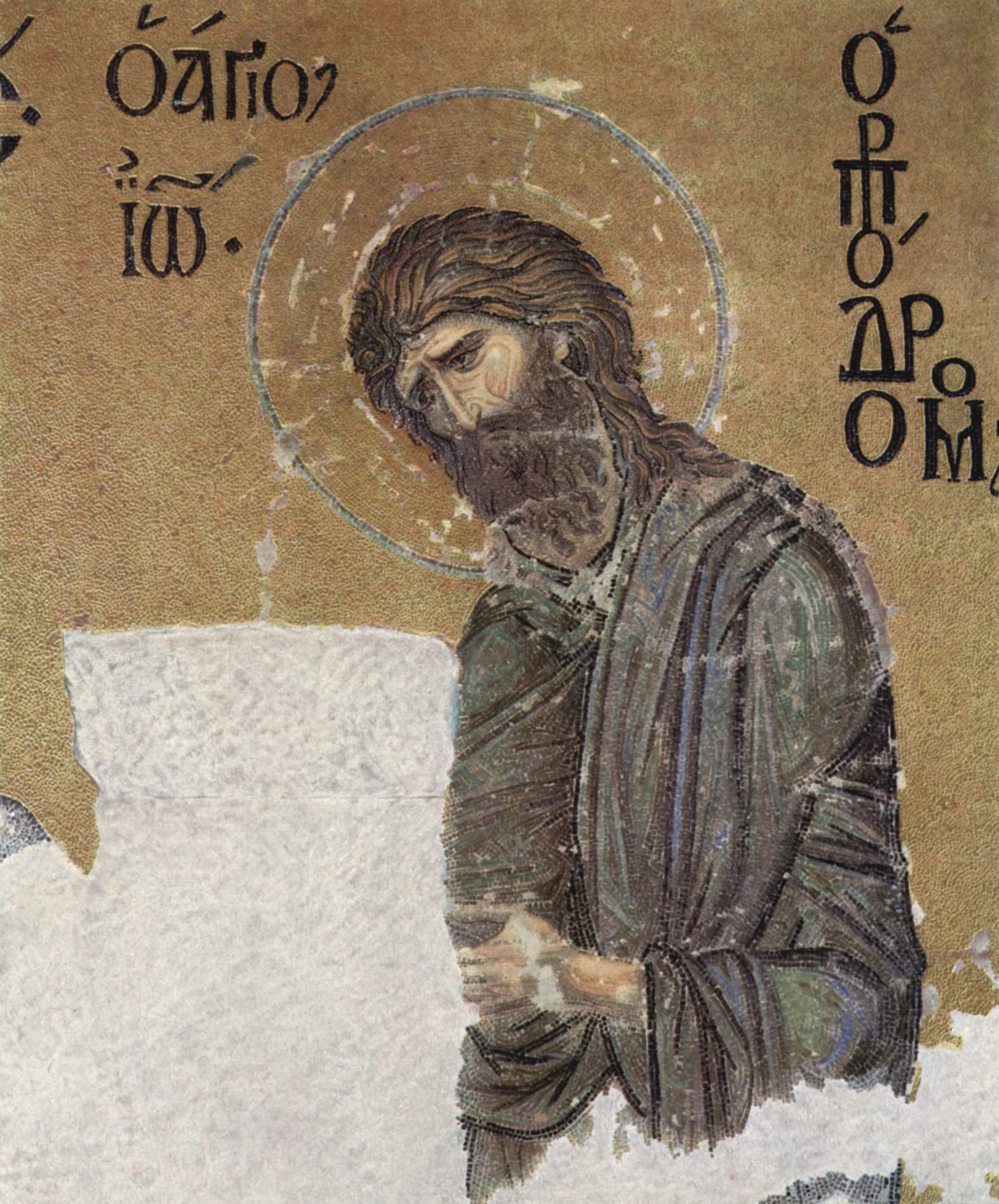
Mosaico di Giovanni il Battista, nella Basilica di Santa Sofia in Istanbul (XII sec.) con la scritta greca Ό άγιος Ιω[άννης] ό Πρόδρομος "San Giovanni il Precursore"

In occasione della Visitazione di Maria, Elisabetta sarebbe stata nel sesto mese di gravidanza; questo ha permesso di fissare la nascita di Giovanni tre mesi dopo il concepimento di Gesù e dunque sei mesi prima della sua nascita, assumendo per ipotesi una probabile ancora non definitiva datazione del Natale nel mese di dicembre, non dimostrata ma nemmeno incompatibile con l'indicazione del turno sacerdotale di Zaccaria al Tempio.
Ci si domanda quindi se la successione delle classi fosse ininterrotta, indipendentemente dal sopraggiungere dell'anno nuovo, provocando un continuo sfasamento rispetto all'anno precedente o se ogni anno, ad un determinato punto, l'ordine delle classi sacerdotali ripartisse dal principio, con la prima classe (Jehoiarib); le testimonianze talmudiche in proposito non sono univoche.

### Predicazione e battesimo di Gesù

Battesimo di Cristo di Guido Reni, (Kunsthistorisches Museum di Vienna)

Giovanni andò a vivere nel deserto, conducendo una vita di penitenza e di preghiera, secondo la tradizione ebraica del voto di nazireato: "Giovanni portava un vestito di peli di dromedario e una cintura di pelle attorno ai fianchi; il suo cibo erano locuste e miele selvatico" (Vangelo secondo Marco 1, 6). Nei Vangeli è definito "voce di uno che grida nel deserto" (in latino vox clamantis in deserto). La profezia dell'Antico Testamento riferita a Giovanni Battista viene erroneamente attribuita, dal Vangelo secondo Marco, al solo Isaia: "Come è scritto nel profeta Isaia: Ecco, io mando il mio messaggero davanti a te, egli ti preparerà la strada. Voce di uno che grida nel deserto: preparate la strada del Signore, raddrizzate i suoi sentieri"; in realtà, questo brano risulta essere la fusione di due diverse profezie di Malachia ("Ecco, io manderò un mio messaggero a preparare la via davanti a me e subito entrerà nel suo tempio il Signore, che voi cercate; l'angelo dell'alleanza, che voi sospirate, ecco viene, dice il Signore degli eserciti.") e di Isaia («Una voce grida: "Nel deserto preparate la via al Signore, appianate nella steppa la strada per il nostro Dio."»). Qualche copista, nei primi secoli, tentò anche di sanare l'incongruenza nel passo del Vangelo secondo Marco, mutando la formula introduttiva da "Come è scritto nel profeta Isaia" nella più generica "Come è scritto nei profeti". Il Vangelo secondo Matteo - posteriore a quello di Marco, che usò anche come fonte - riporta invece correttamente la citazione: "Egli è colui che fu annunziato dal profeta Isaia quando disse: Voce di uno che grida nel deserto: Preparate la via del Signore, raddrizzate i suoi sentieri!".

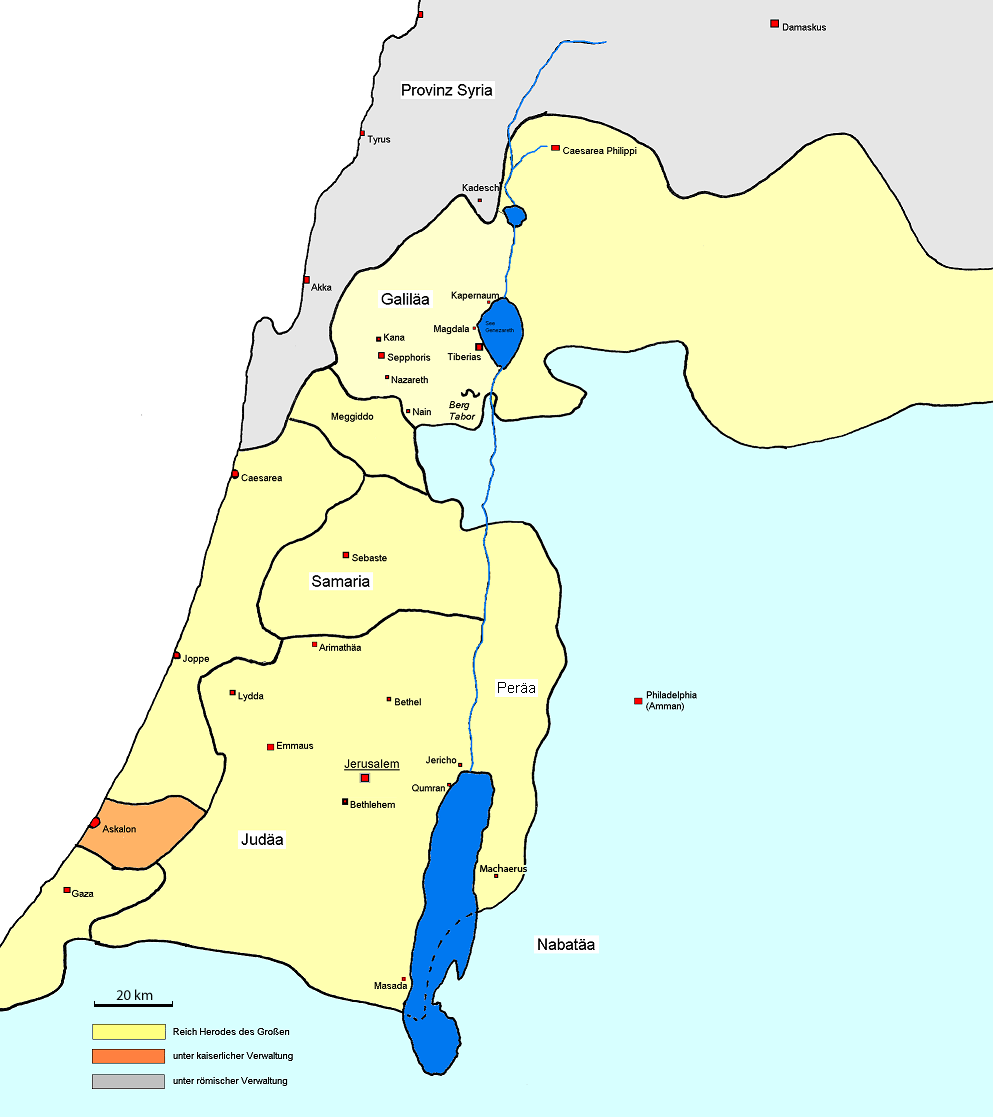
Giudea, Samaria, Galilea e Perea al tempo di re Erode

Giovanni dichiarò più volte di riconoscere Gesù come il Messia annunciato dai profeti, ma il momento culminante fu quello in cui Gesù stesso volle essere battezzato da lui nelle acque del Giordano; in tale occasione Giovanni additò Gesù ai suoi seguaci come: 

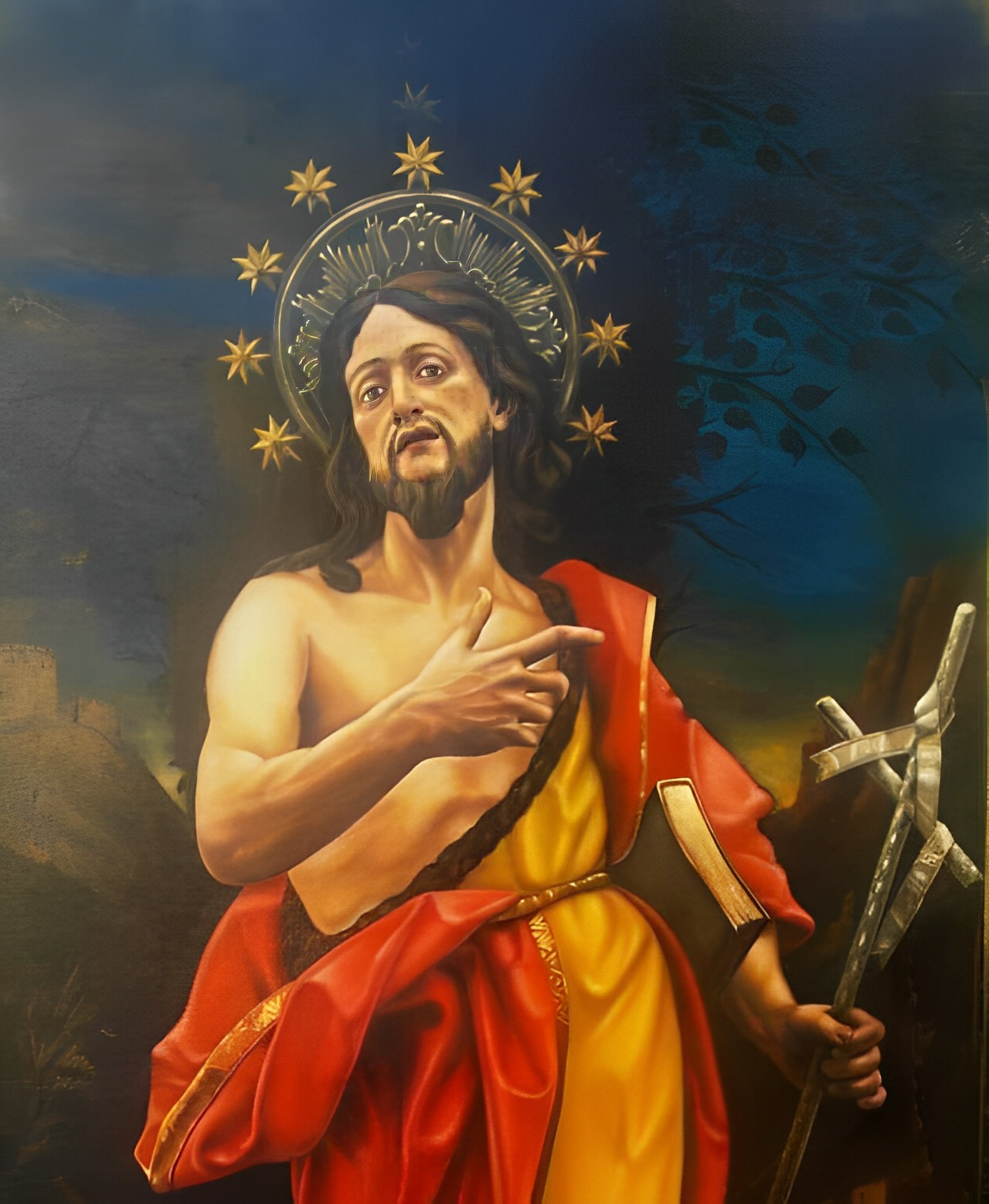
San Giovanni Battista Patrono di Casavatore (Napoli)

Nello stesso tempo, dal cielo si ode una voce: 
 che afferma che Gesù Cristo è Dio, e il Messia. Giovanni sottolineò la propria filiazione spirituale affermando:
Tuttavia risulta che non pochi continuarono a dirsi seguaci del Battista ancora a lungo (vedi sezione successiva).
Il Vangelo secondo Giovanni si discosta dai sinottici riguardo alla figura di Giovanni Battista, che secondo il suo resoconto sembra non conoscere Gesù, all'opposto del Vangelo secondo Luca che li presenta come parenti; inoltre, secondo il Vangelo di Marco - quando Gesù si recò in Galilea a predicare dopo il battesimo - Giovanni Battista era in prigione, mentre invece secondo il Vangelo di Giovanni in quel momento il Battista non era ancora stato imprigionato. Infine, subito dopo il battesimo da parte di Giovanni Battista, Gesù - secondo i sinottici - andò nel deserto per quaranta giorni dove il diavolo lo sottopose alle tentazioni; nel Vangelo di Giovanni, invece, tale episodio è completamente assente e tale vangelo precisa in modo esplicito che Gesù - ancora il giorno successivo al proprio battesimo - viene visto dallo stesso Giovanni Battista presso il Giordano e si recherà tre giorni dopo a Cana, in Galilea, a una festa di nozze dove inizierà il suo ministero.
Secondo alcune ricerche del Novecento, Giovanni Battista sarebbe stato anche il fondatore di una comunità battista che fu all'origine di alcuni movimenti religiosi del I secolo come la comunità cristiana fondata da Gesù di Nazareth e le comunità gnostiche samaritane fondate da Dositeo, Simone Mago e Menandro.
Si discute tuttora sui possibili rapporti fra il Battista e la comunità giudaica degli Esseni, che vivevano in comunità monastiche nel deserto, aspettavano l'avvento del Messia e praticavano il battesimo come rito di purificazione. La novità del battesimo di Giovanni, rispetto alle abluzioni di tipo rituale che già si conoscevano nella tradizione giudaica, consisteva nel preciso impegno di "conversione", da parte di coloro che andavano a farsi battezzare da lui.
Secondo alcuni vangeli apocrifi, in seguito alla morte della madre si sarebbe recato nel deserto dove fu ispirato dagli angeli e uomini sapienti per la sua futura missione.

### Scuola separata dei discepoli del Battista: i "settari battisti"

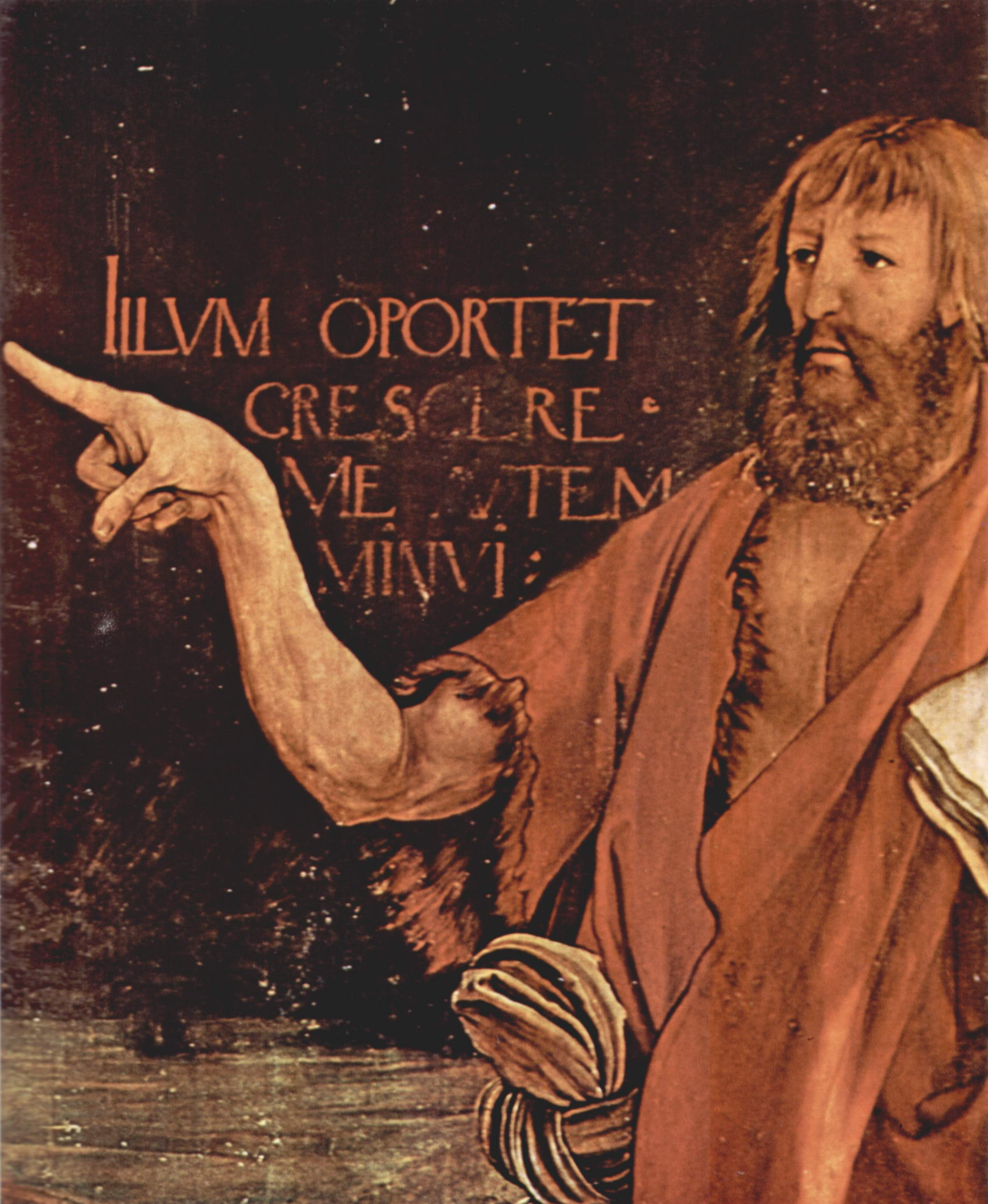
Dettaglio della Crocifissione dipinta da Matthias Grünewald

La polemica fra discepoli del Battista e di Gesù (Marco 2, 18) sembra trasparire dai Vangeli nel passaggio in cui lo stesso Battista, pur convinto del carisma profetico di Gesù, non rimase altrettanto convinto della sua messianicità, tanto che, mentre era recluso nel carcere di Macheronte, inviò alcuni dei suoi più fidati discepoli a domandargli per suo conto se fosse Lui quello che doveva venire "o se si dovesse aspettare che venisse un altro Messia ancora" (Vangelo secondo Matteo, 11, 2-3). 
Questa replica è rilevante poiché si basa, tramite esplicite citazioni, sui criteri di discernimento messianico indicati agli Ebrei da Isaia (si vedano i versetti 29, 18; 35, 4-6; 42, 6-7; 61, 1).
Gesù annuncia e decreta:
1. la guarigione dei ciechi,

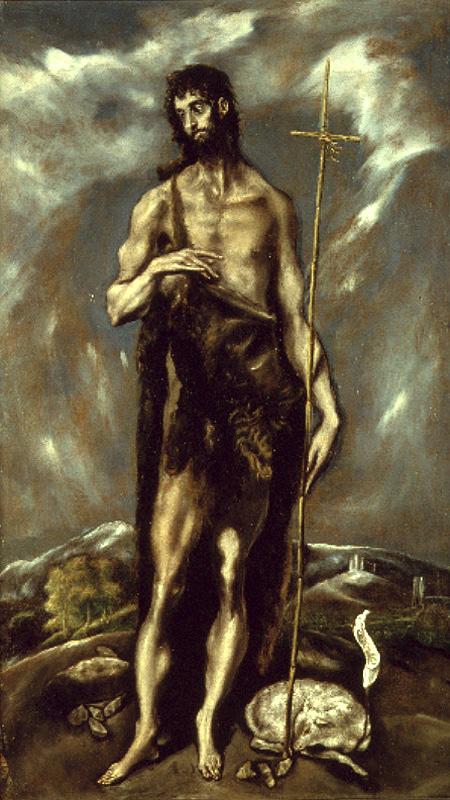
El Greco, San Giovanni Battista, 1600-1605, Museo di belle arti di Valencia

2. la guarigione degli storpi (zoppi),
3. la guarigione dei lebbrosi,
4. la guarigione dei sordi,
5. la risurrezione dei morti,
6. la predicazione della buona novella ai poveri.

Rispetto però alla profezia dell'Antico Testamento, Egli aggiunge la guarigione dei lebbrosi e, soprattutto, sostituisce "la libertà degli schiavi e la liberazione dei prigionieri" con la risurrezione dei morti, avvisaglia d'una salvezza procrastinata post mortem, escatologicamente. Tant'è che, infatti, il Battista muore decapitato per ordine di Erode.
Sta di fatto che Giovanni, dopo aver visto la manifestazione dello Spirito su Gesù (Matteo 3, 16) e avere udito la Voce del Padre che parlava di Gesù come dell'eletto (Matteo 3, 17), decise di non sciogliere la sua scuola e di non seguire Gesù come uno dei suoi discepoli. Continuò invece la sua missione e si spinse a condannare il matrimonio tra Erode ed Erodiade, divorziatasi da Filippo (Marco 6, 18), i quali lo fecero incarcerare e decapitare. In Atti 19, 1-7 è rimasta traccia d'un prosieguo del battesimo di penitenza giovanneo anche a distanza di tempo dalla morte di Gesù. «Dopo che il Battista fu giustiziato si formò un gruppo [i "settari battisti"] che invocava il suo nome e arrivò persino a identificarlo con il Messia, tramutandosi così in un rivale del cristianesimo nascente.»
Viceversa è Gesù stesso a dichiarare beato chi non si scandalizza di Lui (Matteo 11, 6). Ed è sempre Lui che definisce il Battista, pur essendo il più grande tra i nati di donna (in quanto a carismi ricevuti dall'infanzia [Luca 1, 44] fino al battesimo sul Giordano), più piccolo del "più piccolo nel regno dei Cieli" (Matteo 11, 11). A testimonianza della grande importanza storica di quest'episodio, la precedente frase di Gesù su Giovanni Battista è riportata dall'apocrifo Vangelo di Tommaso, nel detto 46, nella maniera seguente: «Gesù disse, "Da Adamo a Giovanni il Battista, fra quanti nacquero da donna nessuno è tanto più grande di Giovanni il Battista da non dover abbassare lo sguardo. Ma vi dico che chiunque fra voi diventerà un bambino riconoscerà il regno e diventerà più grande di Giovanni.".» Il Vangelo secondo Luca riporta un'affermazione simile da parte di Gesù Cristo:
( Luca 7, 28, su laparola.net., traduzione Diodati e altre)
Giovanni il Battista è quindi definito da Gesù come il maggiore fra i profeti.

### Missione eliatica
Oltre a Paolo di Tarso e ai contrasti con la comunità gerosolimitana guidata da Giacomo il Giusto, a Giovanni Battista bisogna guardare per capire perché il cristianesimo e l'ebraismo hanno percorso nella storia due cammini diversi. Paolo, affermando la superiorità della grazia sulla legge, voleva solo liberare il messaggio cristiano dall'obbligo di seguire la cultura da cui era venuto. Il Battista non poté seguire Gesù, che aveva additato come l'Agnello di Dio, poiché fu arrestato da Erode e decapitato su richiesta di Erodiade, divenendo martire. Egli non venne, comunque, meno alla sua missione eliatica (vedi anche Elia) di riconciliare il cuore dei padri con quello dei figli (Malachia 3, 1-24 - Matteo 17, 10-12).
Il gruppo delle cosiddette colombe, che appartenevano al Sinedrio, come Nicodemo (Giovanni 3, 1-36) e Giuseppe di Arimatea, e gli apostoli si recavano al Tempio per pregare e presenziare ai riti come ogni altro ebreo praticante. Il Battista era dunque dichiaratamente uno dei grandi sostenitori di Gesù, e nei primi anni dopo la resurrezione di Gesù non vi era molta differenza tra ebraismo e cristianesimo, a parte che quest'ultimo stava via via abbandonando tutta quell'ortoprassi legalista di riti dell'Antica Alleanza che lo stesso Gesù aveva dichiarato decaduta. Naturalmente, l'ulteriore differenza consisteva nel fatto che i cristiani (i primi erano quasi tutti ebrei) credevano che il Messia atteso da Israele fosse giunto e fosse Gesù di Nazareth.
La venuta di un precursore e profeta Elia fu anticipata da Malachia 3,1;23.

### Morte

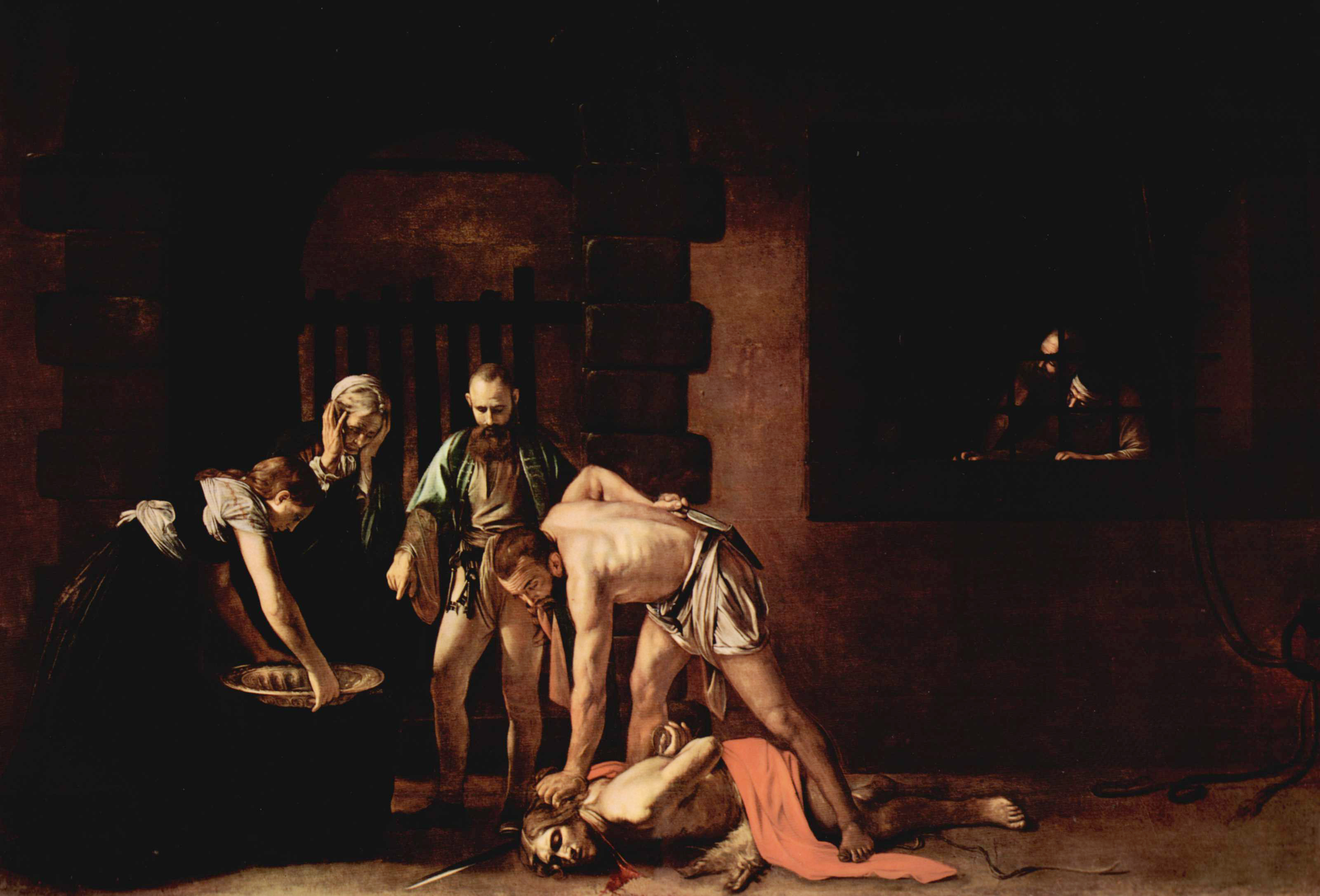
Decollazione di San Giovanni Battista, Caravaggio (1608), La Valletta, Concattedrale di San Giovanni

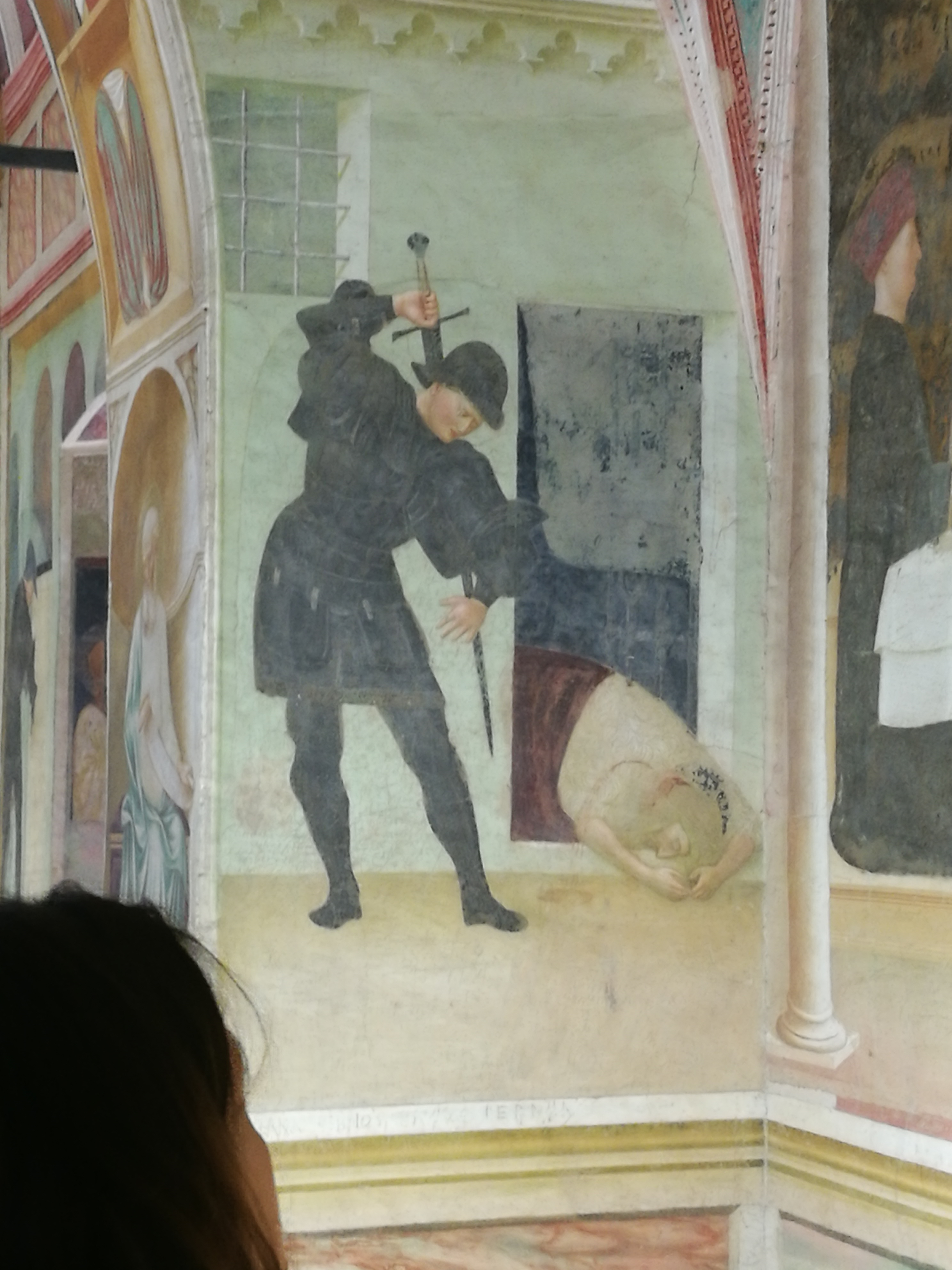
Decollazione di S. Giovanni Battista Masolino da Panicale. Battistero di Castiglione Olona (Varese)

Il Battista morì a causa della sua predicazione fra il 29 e il 32. Secondo il racconto evangelico, egli condannò pubblicamente la condotta di Erode Antipa, che conviveva con la cognata Erodiade, moglie di Filippo (o, secondo un'altra ricostruzione, di Erode II); il re lo fece prima imprigionare, poi, per compiacere la figlia di Erodiade, Salomè, che aveva ballato a un banchetto, lo fece decapitare.
Secondo il racconto di Flavio Giuseppe:Giovanni Battista aveva radunato attorno a sé una grande moltitudine che si entusiasmava al solo sentirlo parlare, Erode temeva che la sua forza oratoria potesse suscitare una rivolta, dal momento che la folla pareva disposta a seguire tutti i consigli di quest'uomo. Perciò preferì assicurare la propria persona prima che si dovessero verificare sommosse contro di lui piuttosto che pentirsi troppo tardi. A motivo dei sospetti di Erode (Giovanni) fu portato in catena a Macheronte e quivi fu messo a morte.La popolazione ebraica pensò che la sconfitta subita dall'esercito di Erode contro Areta IV, avvenuta nell'inverno del 36/37 e nella quale Macheronte fu distrutta, fosse una punizione divina per la decapitazione di Giovanni.

### Assunzione in cielo
Alcuni antichi salmi sostennero l'idea che Giovanni Battista fosse stato assunto in Cielo al tempo della Risurrezione di Cristo. A tal proposito, papa Giovanni XXIII, nel maggio del 1960, in occasione dell'omelia per la canonizzazione di Gregorio Barbarigo, ha mostrato la sua prudente adesione a questa "pia credenza" secondo la quale il Battista, come anche san Giuseppe, sarebbe risorto in corpo e anima e salito con Gesù in Cielo all'Ascensione. Il riferimento biblico sarebbe in Matteo 27, 52-53 «[...] i sepolcri si aprirono e molti corpi di santi morti risuscitarono. E, uscendo dai sepolcri, dopo la sua risurrezione, entrarono nella Città santa e apparvero a molti.».

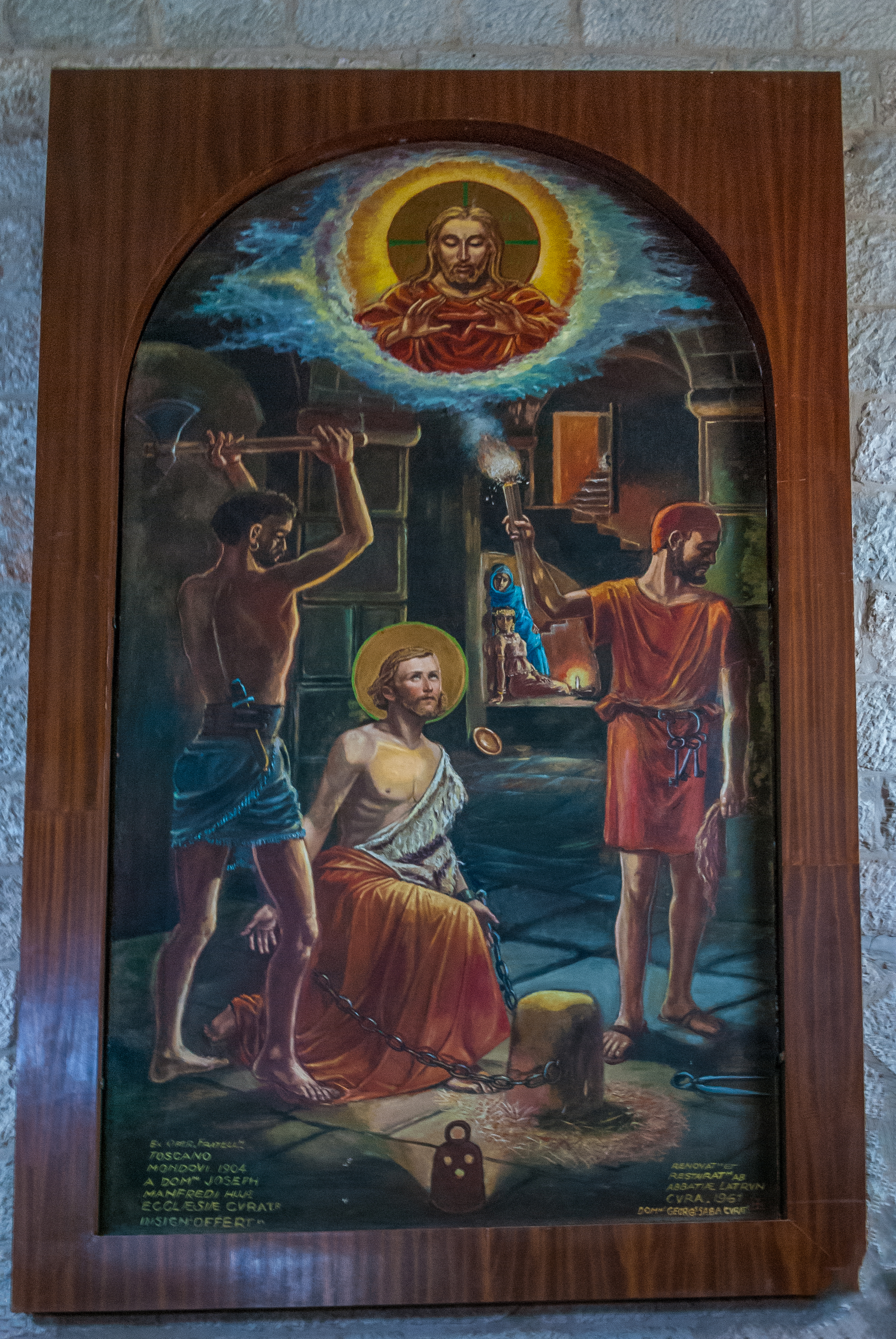
La decollazione di Giovanni Battista nella chiesa omonima di Madaba in Giordania

La tradizione trova fondamento nelle speciali parole riservate a Giovanni. L'arcangelo Gabriele lo assimilò a sant'Elia per i doni (Spirito Santo e forza) e per la missione fra le Tribù d'Israele (Luca 1:15-16). Nondimeno, Gesù lo definì il più grande profeta fra i nati di donna. Solo Giovanni fu definito colmo "di Spirito Santo fin dal seno di sua madre", parole che a Maria furono rivolte soltanto in età adulta, al momento del suo assenso al concepimento verginale di Gesù.
Giovanni non si sposò e non ebbe figli, rinunciando quindi anche il diritto a trasmettere la primogenitura sacerdotale. Anche questo aspetto è associabile al compito di Gesù di istituire un nuovo sacerdozio alla maniera di Melchisedek per il quale Giovanni accettò di rinunciare ad un diritto levitico concorrente a quello istituito dal Signore Gesù.
In una società patriarcale come quella ebraica, l'infertilità maschile e femminile erano un fatto infamante, specialmente per una famiglia sacerdotale. La prole era interpretata come la benedizione del Signore su una famiglia e su un patriarca. Giovanni è destinato a servire Israele, ma è anche il premio delle preghiere di Elisabetta e Zaccaria che in tarda età furono ricompensati del dono di un figlio, compimento di ogni unione matrimoniale, a motivo della loro irreprensibile osservanza di "tutte le leggi e le prescrizioni del Signore" (Giovanni 1:5-7). Malgrado una vita ascetica, santa e verginale culminata nel martirio per decollazione, Giovanni invece non ricevette un'apparente ricompensa terrena.

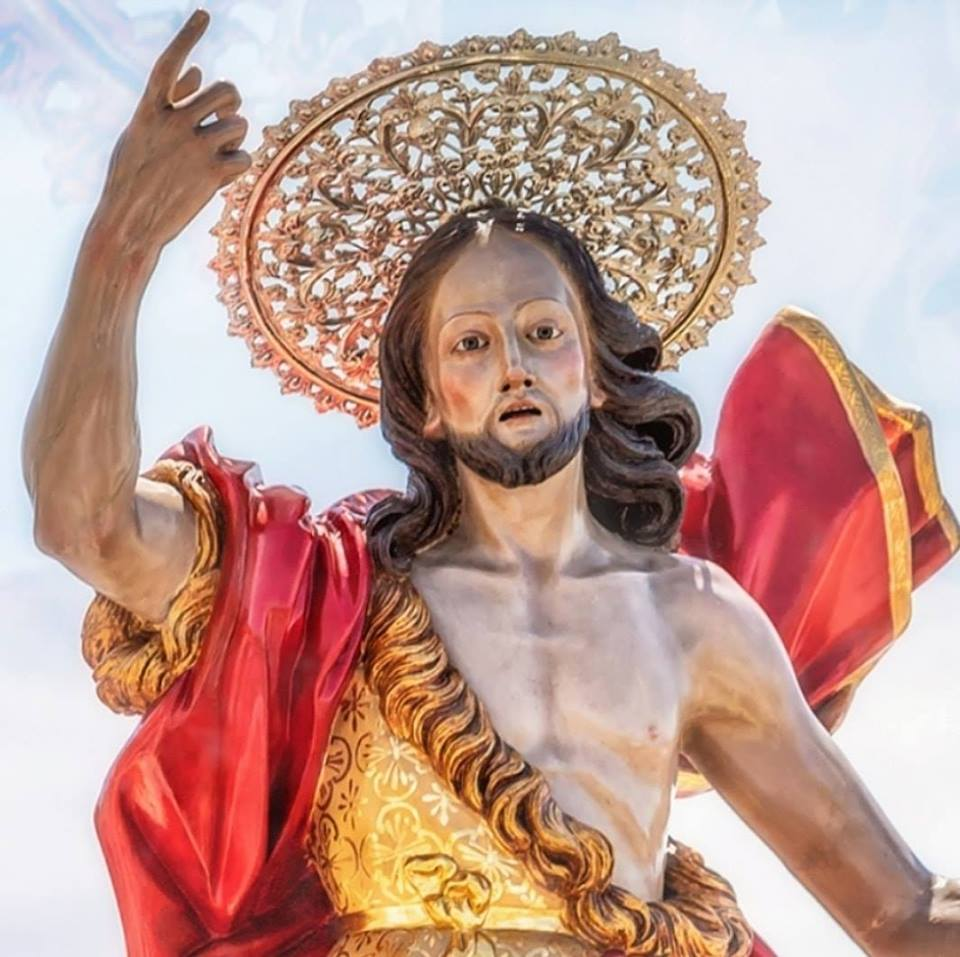
San Giovanni Battista è uno dei Patroni di Formia (Latina)

Tali considerazioni aprirono all'ipotesi della concessione del privilegio terreno dell'Assunzione di Maria, l'unica della quale è detto che fu colmata di Spirito Santo e concepita senza peccato, mentre di Giovanni è detto che fu colmato "di Spirito Santo fin dal seno di sua madre". Nel caso di Maria, la Chiesa Cattolica ha stabilito che l'Immacolata Concezione fosse un dogma necessario per quello dell'Assunzione al cielo in anima e corpo. Sebbene di Giovanni sia detto fu ricolmo di Spirito Santo fin dalla gestazione della propria madre, non fu mai elaborata una dottrina dell'immacolata concezione di Elisabetta e contestualmente non fu mai ufficializzato un dogma relativo alla sua Assunzione al Cielo. Tale pia credenza, biblicamente fondata, fu tollerata e mai espressamente vietata.

## Culto
Il culto di san Giovanni Battista si diffuse prestissimo in tutta la Cristianità; molte città ne presero il nome e numerose chiese sono state intitolate al Santo.

### Concepimento di san Giovanni Battista
Le Chiese cristiane di rito bizantino, anche quelle cattoliche, celebrano il 23 settembre l'annuncio a Zaccaria e il concepimento del Battista, nove mesi prima della sua nascita, celebrata a giugno; la Chiesa cattolica di rito latino celebra invece, nello stesso giorno, i genitori del Battista, i santi Zaccaria ed Elisabetta.
Secondo san Tommaso, il profeta Geremia e Giovanni il Battista furono ammessi al beneficio della purificazione dal peccato originale nel grembo materno, diversamente però dall'Immacolata Concezione della Vergine Maria, purificata fin dal primo istante del suo concepimento dal peccato originale (Luca 1:5,15).

### Natività di san Giovanni Battista
Giovanni Battista è l'unico santo, insieme alla Vergine Maria, di cui si celebra non solo la morte (il dies natalis, cioè la nascita alla vita eterna), ma anche la nascita terrena. Tutte le Chiese cristiane che ammettono il culto dei santi celebrano la natività di san Giovanni Battista il 24 giugno. Da sant'Agostino sappiamo che la celebrazione della nascita di Giovanni Battista al 24 giugno era antichissima nella Chiesa cattolica africana.
Per quanto sin dalla nascita della Massoneria, i suoi princípi siano stati dichiarati incompatibili dalla Chiesa cattolica con la propria dottrina, dal '700 è consuetudine per le logge della Massoneria di rito scozzese compiere un rito di elogio a san Giovanni Battista. Il motivo di tale culto deriva proprio dalla data della festa, il 24 giugno, giorno vicino al solstizio d'estate (20 o 21 giugno) nel quale il sole è al culmine nell'apogeo. Complementare a questa consuetudine è quella di ricordare Giovanni apostolo ed evangelista, la cui festa ricorre il 27 dicembre, giorno vicino al solstizio d'inverno (21 o 22 dicembre, pochi giorni prima del Natale). Nel simbolismo ermetico, i solstizi rappresentano porte aperte per gli uomini fra mondo terreno e mondo ultraterreno: d'inverno, verso l'alto, con la preghiera di auspicio della Luce, e d'estate verso il basso, con la fioritura e la maturazione dei frutti della terra, che completano l'attuazione del ciclo biologico.

### Martirio di san Giovanni Battista
La morte per decapitazione ha fatto sì che Giovanni Battista sia noto anche come "san Giovanni Decollato".
La celebrazione del martirio di Giovanni Battista o celebrazione di San Giovanni Decollato è fissata al 29 agosto sia nella Chiesa cattolica che in quella ortodossa. Secondo il Martirologio Romano tale data si riferisce al secondo ritrovamento della testa del santo, che in quel giorno fu trasportata nella chiesa di San Silvestro in Capite a Roma.

### Inni liturgici
Un inno in onore di san Giovanni Battista, Ut queant laxis, diede a Guido D'Arezzo spunto per i nomi delle note musicali: Ut Re Mi Fa Sol La Si:
UT queant laxis - REsonare fibris - MIra gestorum - FAmuli tuorum - SOLve polluti - LAbii reatum - Sancte Johannes
Per questo motivo, san Giovanni Battista è stato scelto come patrono dei cantori.

### Reliquie

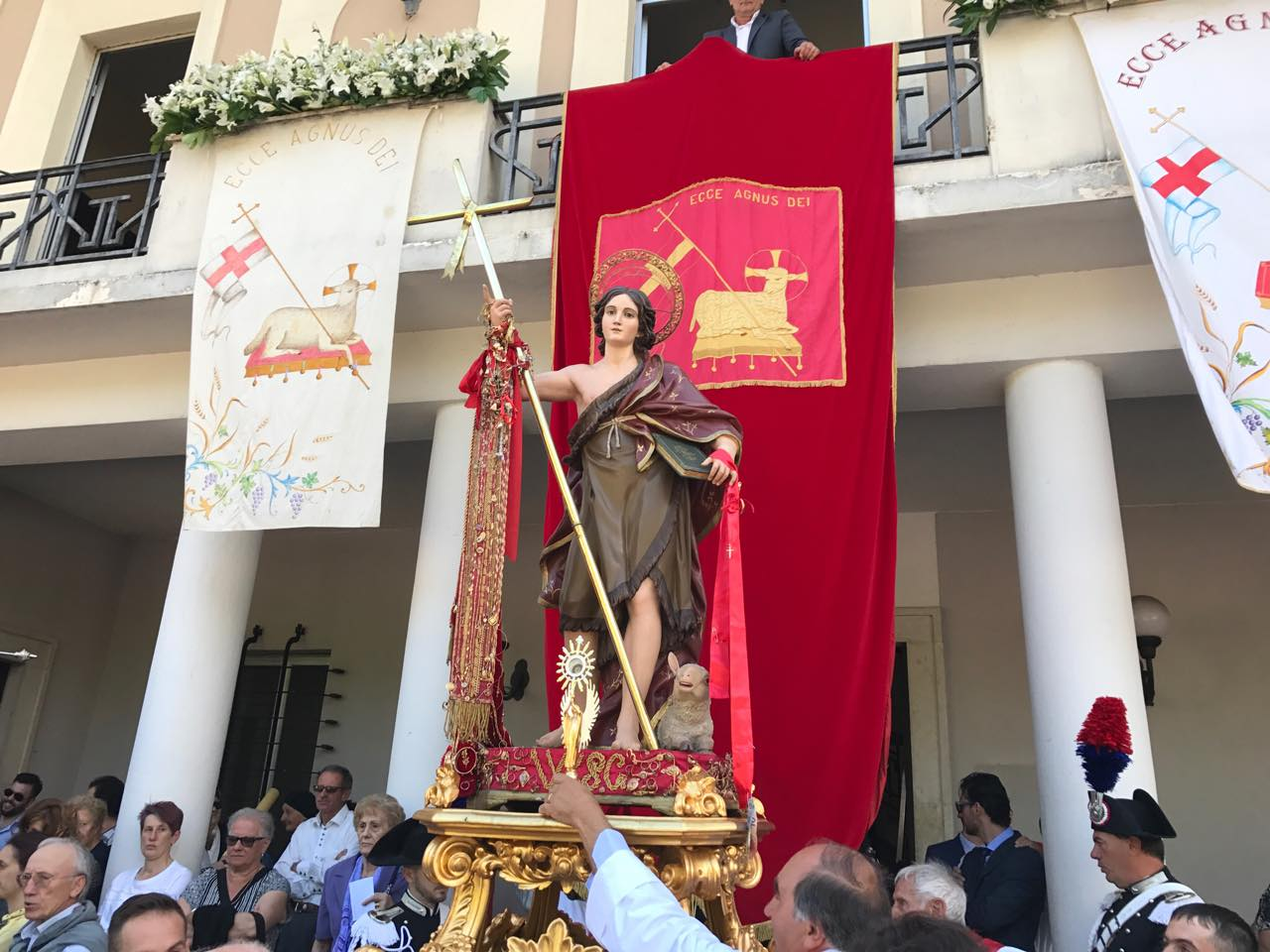
La statua di San Giovanni Battista durante la festa patronale di Civitella Roveto

Secondo la tradizione il capo e il corpo del santo furono recuperati di nascosto dai discepoli del Battista, ricomposti e seppelliti con cura nella sua tomba di famiglia. La grande venerazione dei sacri resti fu la causa della loro dispersione. Secondo alcune leggende tarde i resti del Battista furono bruciati dai pagani, per impedirne il culto. Per la Chiesa cattolica, il capo del santo è ora conservato nella chiesa di San Silvestro in Capite a Roma. La reliquia, pervenuta a Roma durante il pontificato di Innocenzo II (1130-1143), fino al 1411 veniva portata ogni anno in processione da quattro arcivescovi. Un frammento delle ossa del Precursore è conservato nella chiesa parrocchiale di S. Martino di Tours in Lancusi di Fisciano (SA). Il cranio custodito a Roma è senza la mandibola, conservata nella cattedrale di San Lorenzo a Viterbo. Un'altra tradizione affermava invece che la testa fosse custodita nella cattedrale di Amiens e nel Palazzo di Topkapı a Istanbul sarebbero conservati la sua testa e il suo braccio. Ciò nonostante è comunemente riconosciuta la veridicità della reliquia romana, con lo studioso Oliviero Iozzi che si spinse a "dimostrare" l'autenticità del cranio e della mandibola del Battista conservati in Italia. C'è da dire che le tre presunte teste del Battista non sono composte da crani integri bensì da alcune parti più o meno grandi unite con cera per modellare le parti mancanti, richiamando la forma di un teschio.

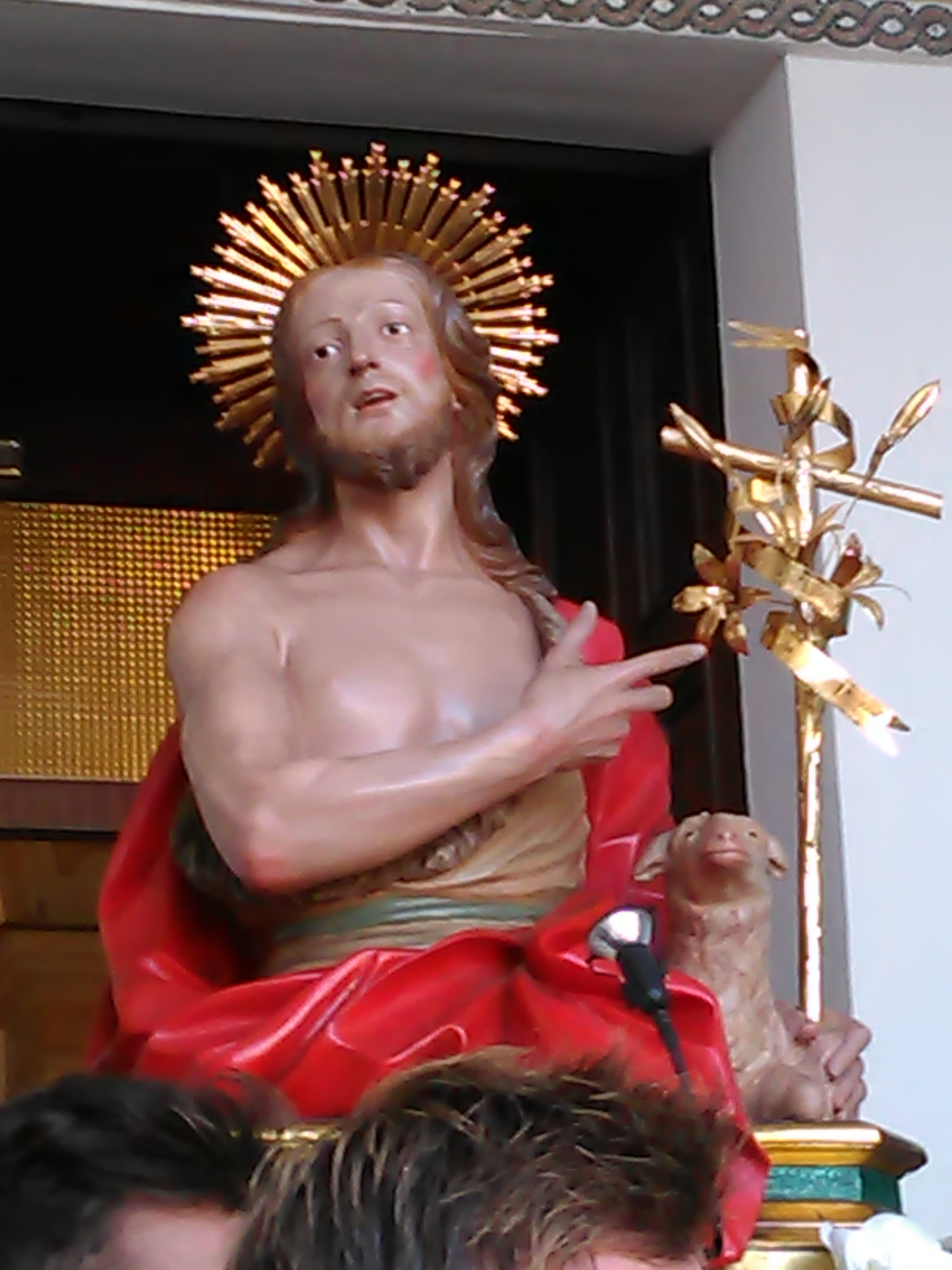
Statua di San Giovanni Battista a Massaquano (opera di Carmine Lantriceni)

Il piatto che secondo la tradizione avrebbe accolto la testa del Battista è custodito a Genova, nel Museo del tesoro della cattedrale di San Lorenzo assieme a una parte delle "ceneri" del santo. Un'altra porzione si trova nell'Oratorio di San Giovanni Battista a Loano.
Il braccio destro si trova nel Duomo di Siena, donato da papa Pio II il 6 maggio 1464. In precedenza tale reliquia era appartenuta a Tommaso Paleologo.
Una mano è conservata in un reliquiario a Rapagnano, si dice sia stata prelevata da Luca evangelista dalla tomba del Precursore di Sebaste, poi traslata ad Antiochia e poi trasportata a Costantinopoli e da questa città a Rapagnano con una serie di eventi miracolosi. Questa reliquia dal 22 al 24 giugno 2013 è stata traslata temporaneamente a Chiaramonte Gulfi in occasione delle annuali festività del Precursore. L'altra mano si trova invece nel monastero di Cettigne, in Montenegro; un tempo era la reliquia più preziosa dell'Ordine di Malta.
Due piccole reliquie si trovano nella chiesa parrocchiale di San Giovanni Battista all'Olmo in Massaquano, una delle quali, conservata in un reliquiario d'argento, viene esposta e offerta al bacio dei fedeli nella ricorrenza della Decollazione il 29 agosto di ogni anno.
Nella chiesa di San Gregorio Armeno a Napoli è custodita una piccola quantità di sangue di san Giovanni Battista; è possibile vederlo in occasione delle due ricorrenze annuali del 24 giugno e del 29 agosto.
Un dito, donato dall'antipapa Giovanni XXIII, sarebbe conservato nel Museo dell'Opera del Duomo di Firenze, in quanto corredo della Cattedrale.
Altre reliquie sarebbero conservate a Damasco, nella Grande Moschea degli Omayyadi. Un dente e altre reliquie si conservano nella cattedrale di Ragusa, un frammento di osso nella basilica di Vittoria, un altro dente insieme a una ciocca di capelli a Monza.
Una piccola quantità di ceneri si trova a Chiaramonte Gulfi, nella chiesa commendale dell'Ordine di Malta e dal 24 giugno 2013 nella stessa chiesa è conservata un'altra reliquia del Battista donata dal monastero domenicano del Rosario di Monte Mario. Recentemente, entrambe le reliquie, dopo la ricognizione canonica da parte del vescovo di Ragusa Paolo Urso sono state poste in un nuovo artistico reliquiario in argento.
A Pozzallo, in Sicilia, è custodito nella chiesa omonima, un piccolo frammento dell'ulna, annualmente portato in processione e nella chiesa di San Giovanni Decollato a Nepi, una reliquia è custodita dall'omonima Confraternita ed esposta in alcune cerimonie annuali.

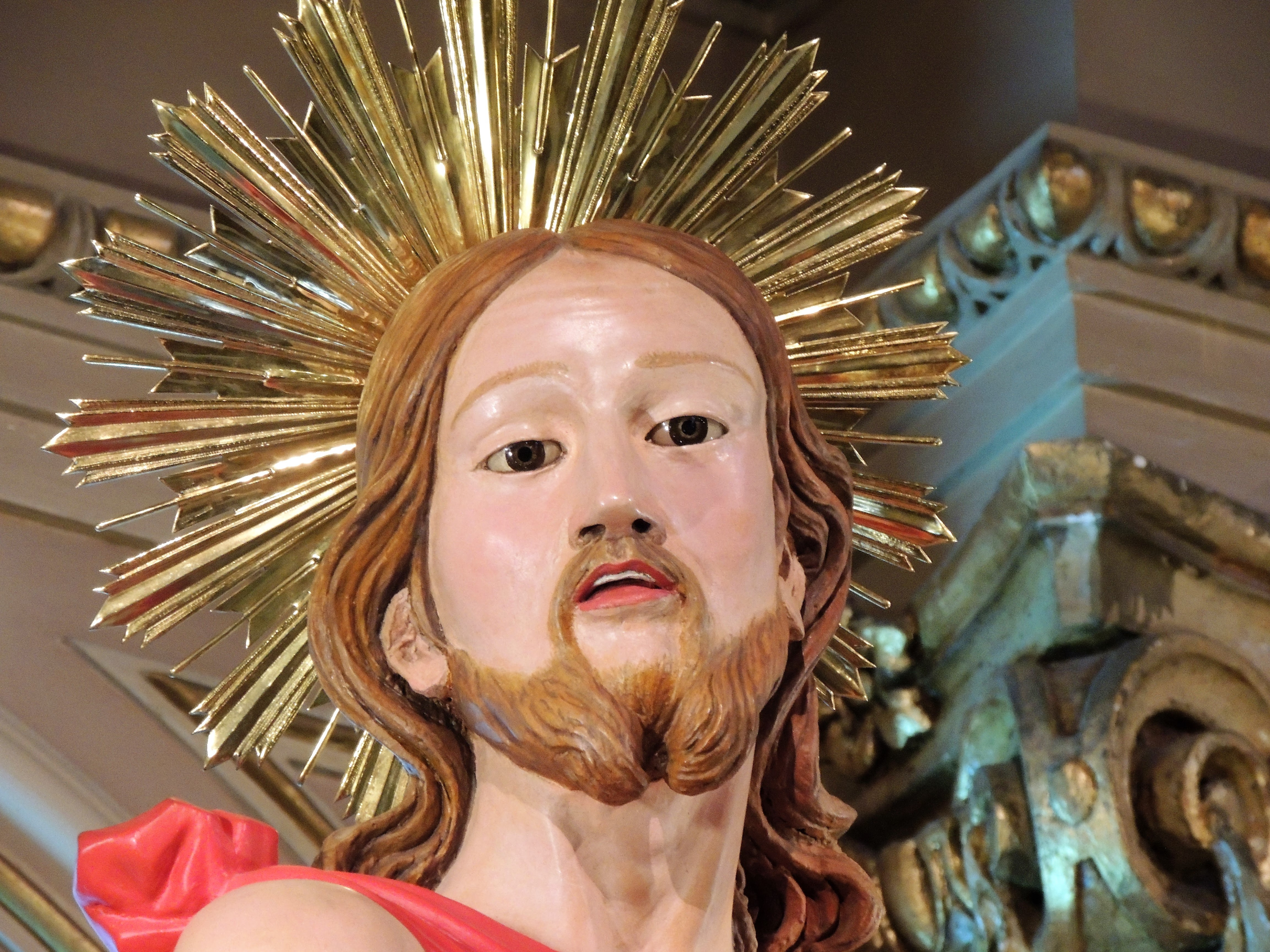
Il volto della statua lignea di San Giovanni Battista ad Aci Trezza

Una piccola reliquia è custodita nella basilica di San Giovanni Battista dei Fiorentini a Roma e nella chiesa parrocchiale di San Giovanni Battista ad Aci Trezza, dove è festeggiato il 24 (giornata in cui dalla prima metà del 1700 si tiene anche la storica e caratteristica pantomima U pisci a mari) ed il 25 giugno, nonché il 29 agosto. Un frammento di osso nella basilica di San Giovanni Battista a Monterosso Almo.
Infine, i monaci copti del monastero di san Macario il Grande in Egitto hanno documentato il ritrovamento di alcune reliquie di San Giovanni Battista durante i restauri del loro monastero, intorno al 1970.

### Apparizione
L'unico luogo in cui si celebra un'apparizione di San Giovanni Battista, la seconda domenica di maggio, è la cittadina fluviale di Pontecorvo in provincia di Frosinone, in ricordo del miracoloso intervento di San Giovanni Battista in favore di un giovane contadino. Secondo la tradizione, il 14 aprile 1137 Giovanni Mele, intento a lavorare il suo fondo sulla sponda sinistra del fiume Liri, fu tentato dal demonio. Seduto sulla sponda opposta, il diavolo, nelle sembianze di un nobile signore vestito elegantemente, offrì all'ingenuo villico una borsa (o, secondo altra versione, una coppa d'argento) piena di monete d'oro, invitandolo ad attraversare il fiume perché potesse prenderla. Il contadino, vinto dal desiderio di tanta ricchezza, che lo avrebbe affrancato per sempre dal duro lavoro dei campi, tentò di attraversare il fiume. Giunto però nel mezzo, dove l'acqua era più profonda, iniziò ad annegare. Sul punto di soccombere, si rivolse allora a San Giovanni Battista per essere salvato. Il santo ascoltò la supplica e apparve al giovane, che fu preso per una mano e tratto in salvo dalle acque del Liri. Nella tradizione popolare pontecorvese Giovanni Mele diventa per contrazione Camele e ancora oggi "camele" è epiteto vernacolare per indicare persona ingenua e credula.

## Il Battesimo di Giovanni e quello di Gesù
Giovanni il Battista è colui che Cristo definì il più grande fra i nati di donna e dal quale Cristo si fece battezzare in un Battesimo di sola acqua. Nelle parole dello stesso Battista, tale sacramento è diverso da quello che sarebbe stato amministrato da Gesù Cristo, un Battesimo in acqua e Spirito Santo. La differenza sostanziale fra i due sacramenti era già stata recepita nella liturgia delle prime comunità cristiane, come risulta confermato dal secondo Battesimo che san Paolo apostolo amministrò ai Dodici mediante l'usuale imposizione della mani, in occasione del Concilio Apostolico di Efeso (Atti 19:1-8). Anche gli Ebrei convertiti a Cristo erano tenuti a ripetere il rito battesimale secondo il differente Ordinale cristiano.
Nel solo caso di Gesù Cristo, al Battesimo in sola acqua di Giovanni non seguì un secondo Battesimo in acqua e Spirito Santo. Luca 3:21-22 menziona la discesa dello Spirito Santo su Gesù dopoché il Battista aveva terminato di battezzarlo.
Il Nuovo Testamento non esplicita se anche i Dodici siano stati battezzati due volte, prima col Battesimo di Giovanni e poi con quello di Cristo. Sant'Agostino e san Tommaso si espressero favorevolmente. Tuttavia, la discesa dello Spirito Santo Dio sui Dodici nella solennità di Pentecoste avrebbe potuto anche rappresentare il completamento del Battesimo di Giovanni, come accadde per Gesù stesso. Tale seconda ipotesi dovrebbe essere verificata nelle fonti patristiche disponibili.

## Patronati

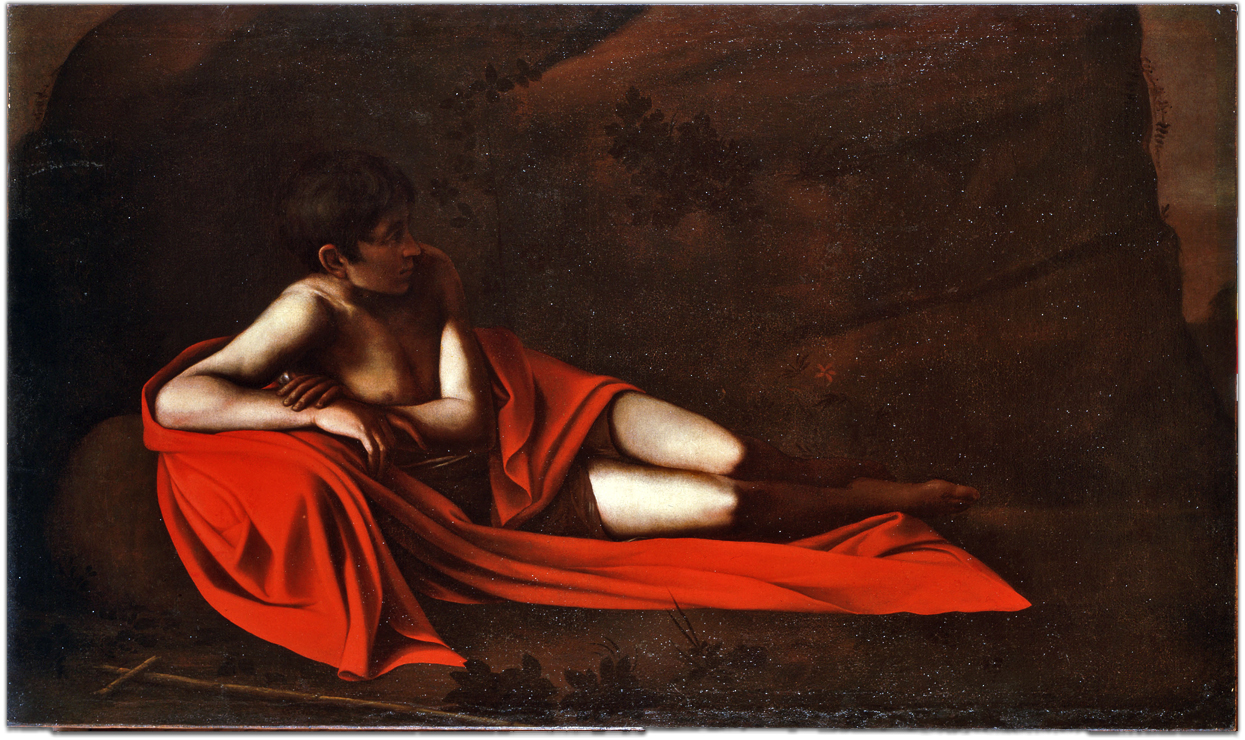
San Giovanni Battista disteso (1610), in un dipinto del tardo Caravaggio

Moltissimi sono anche i patronati, di cui ricordiamo i più importanti:
- Per via dell'abito di pelle di dromedario, che si cuciva da sé e della cintura, è patrono di sarti, pellicciai, conciatori di pelli.
- Per l'agnello, dei cardatori di lana.
- Per il banchetto di Erode che fu causa della sua morte, è patrono degli albergatori.
- Per la spada del supplizio, di fabbricanti di coltelli, spade, forbici.
- Per l'inno liturgico di Guido d'Arezzo UT queant laxis - REsonare fibris - MIra gestorum - FAmuli tuorum - SOLve polluti - LAbii reatum - Sancte Johannes da cui derivano i nomi delle note musicali Ut (= Do) Re Mi Fa Sol La Si, è patrono dei cantori.
- Come battezzatore è patrono dei trovatelli, che venivano abbandonati alle porte dei battisteri.
- Con il titolo di San Giovanni decollato, è il patrono delle confraternite che assistevano i condannati a morte, ed il protettore dei santi martiri decollati.
- In Sicilia è patrono dei compari e delle comari di battesimo in ricordo del Battesimo di Cristo.
- Viene anche invocato, contro le calamità naturali quali terremoti, temporali ecc. in Sicilia e specie a Chiaramonte Gulfi in tali occasioni si recita il Rosario di San Giovanni in dialetto seguito dalla giaculatoria San Giuvanni Santu 'Granni, Libiratici ri priculi e ri danni.
- È patrono del Sovrano Militare Ordine di Malta (S.M.O.M.).
- È patrono della Contrada del Leocorno di Siena.
- È un patrono della città di Formia (Latina), dove è protettore dei naviganti e di Pozzallo (Ragusa).
- È patrono del castello di Chiesanuova (San Marino).

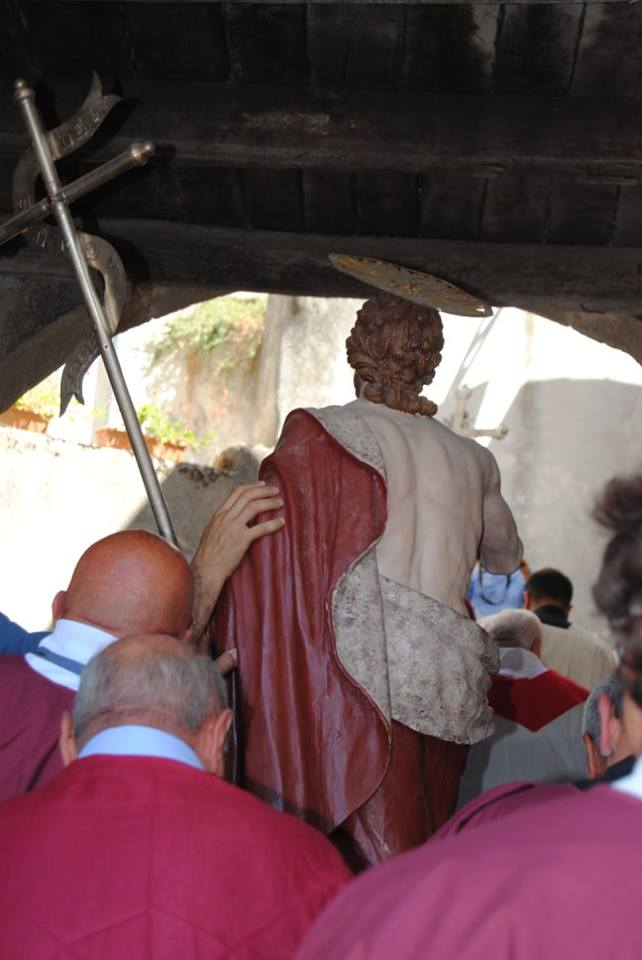
San Giovanni Battista, "processione tra i vicoli" (Acquafondata)

### Comuni italiani dove è patrono o è venerato
- Abruzzo: Cansano, Civitella Roveto, Collepietro, Luco dei Marsi, Lucoli, Opi, Castelvecchio Subequo.
- Basilicata: Chiaromonte.
- Calabria: Acquaformosa, Belsito, Bivongi, Borgia, Cenadi, Cortale, Figline Vegliaturo, Gallicianò di Condofuri, Gizzeria, San Basile, Acquadauzano di Lamezia Terme, Montepaone Lido, Melicuccà, Nocera Terinese, Rosarno, Samo, San Giovanni di Gerace, San Giovanni in Fiore, San Lucido, Soveria Mannelli, Spilinga, Villa San Giovanni.
- Campania: Angri, Apice, Barano d'Ischia, Bracigliano, Bucciano, Carife, Casavatore, Castelfranco in Miscano, Castel San Lorenzo, Faicchio, Grazzanise, Pastorano (frazione di Pantuliano), Lancusi (frazione di Fisciano), Letino, Massaquano, Montefalcone di Val Fortore, Eredita (frazione di Ogliastro Cilento), Pannarano, Pontone (frazione di Scala - compatrono), Quadrelle, Roccagloriosa, Roccapiemonte, Roccarainola, Sassano (compatrono), Striano, Vietri sul Mare, Villanova del Battista.
- Emilia-Romagna: Cesena, Bardi, Bondeno, Castel San Giovanni, Castenaso, Castelvetro Piacentino, Fiorano Modenese, Minerbio, San Giovanni in Marignano, San Giovanni in Persiceto, Soliera, Spilamberto, Vigolzone.
- Friuli-Venezia Giulia: Latisana, Remanzacco, San Giovanni al Natisone, Brazzacco di Moruzzo.
- Lazio: Acquafondata, Arlena di Castro, Campagnano di Roma (san Giovanni Decollato), Casperia, Castelforte, Ceccano, Cineto Romano, Formia, Lenola, Lubriano, Magliano Romano, Manziana, Pontecorvo, Roviano (san Giovanni Decollato), Spigno Saturnia, Stazzano, Villa San Giovanni in Tuscia, Poggio Bustone, San Giovanni Incarico.
- Liguria: Genova e sua Arcidiocesi, Bardineto, Carcare, Cervo, Chiavari, Cicagna, Deiva Marina, Finale Ligure, Leivi, Loano, Masone, Montalto Ligure, Monterosso al Mare, Montoggio (san Giovanni Decollato), Nasino, Oneglia, Ospedaletti, Pieve di Teco, Prelà, Riomaggiore, Rovegno, San Giovanni (Stella), Sassello (san Giovanni Decollato), Soldano, Suvero, Terzorio (san Giovanni Decollato), Vado Ligure, Varese Ligure, Voltaggio.
- Lombardia: Adro, Albegno, Almè, Aviatico, Busto Arsizio, Caravate, Carona, Casnigo (compatrono), Cernusco Lombardone, Cisliano, Clusone (compatrono), Dossena, Fornovo San Giovanni, Lanzada, Lodetto, Lonato, Madone, Mezzoldo, Moglia,[68] Morbegno, Monza (compatrono), Motta Visconti, Mozzo, Orio Litta, Palazzago, Predore, San Giovanni del Dosso, San Giovanni in Croce, Sesto San Giovanni, Soldano, Sotto il Monte Giovanni XXIII, Stezzano, Tavazzano con Villavesco, Tremosine sul Garda, Viadanica, Zoanno.
- Marche: Cantiano, Acquasanta Terme, Appignano, Camerano, Colbordolo, Fabriano, Mogliano, Numana, Penna San Giovanni, Petritoli, Pollenza, Porto Recanati, Rapagnano, Sassocorvaro, Visso.
- Molise: San Giovanni in Galdo (san Giovanni Decollato), Colletorto.
- Piemonte: Torino, Alagna Valsesia, Albera Ligure, Avigliana, Barbaresco, Barge, Bistagno, Bolzano Novarese, Borgo San Dalmazzo (san Giovanni Decollato), Bosconero, Bossolasco, Briga Novarese, Bruzolo, Candiolo, Cantarana, Casalgrasso, Castagnito, Cerrione, Cerro Tanaro, Cesana Torinese, Comignago, Crissolo, Fontanile, Govone (san Giovanni Decollato), Mongiardino Ligure, Morano sul Po, Moretta, Orbassano, Ovada, Pianfei, Piana di Rossa, Racconigi, Rivara, Sauze d'Oulx, Valli di Lanzo.
- Puglia: Castelluccio Valmaggiore, Celenza Valfortore, Fasano, Maruggio (compatrono), Motta Montecorvino, Morigino, Putignano, San Giovanni Rotondo, Sava, Turi, Veglie, Alberona.
- Sardegna: Arzana, Benetutti, Buggerru, Castiadas, Fonni, Ilbono, Isili, Masainas, Olzai, Portoscuso, Pula, San Giovanni Suergiu, Sedilo, Sennori, Settimo San Pietro, Siniscola, Ussassai (san Giovanni Decollato), Villanova Monteleone (29 agosto - Martirio di San Giovanni Battista), Ittiri, Ossi.
- Sicilia: Aci Trezza, Caccamo, Campobello di Licata, Castanea delle Furie, Castelvetrano, Chiaramonte Gulfi, Monterosso Almo, Pozzallo, Ragusa,San Giovanni la Punta, San Giovanni Montebello, San Giovanni Gemini, Sperlinga, Vittoria, Marsala (compatrono).
- Toscana: Firenze, Campagnatico, Caprese Michelangelo, Castellina Marittima (san Giovanni Decollato), Chianciano Terme, Firenzuola, Montepulciano (san Giovanni Decollato), Pieve Fosciana, San Giovanni Valdarno, Scansano, Farnetella, Vicchio.
- Trentino-Alto Adige: Dobbiaco, Madrano (san Giovanni Decollato), Mezzolombardo.
- Umbria: Arrone, Giove, Marsciano, Vallo di Nera.
- Veneto: Bessica, Biancade, Bonavigo, Brentino Belluno, Brenzone sul Garda, Caldogno, Canale d'Agordo, Cappella (Scorzè), Cavaion Veronese, Cornedo Vicentino, Erbè, Istrana, Jesolo, Meolo, Montebello Vicentino, Oppeano, Pedavena, San Giovanni Lupatoto, Vallà, Velo Veronese, Vescovana, Thiene.

### Fuori d'Italia
- Europa: città di Perth nella Scozia (e Penzance, UK), città di Porto nel Portogallo, Malta (con Xeuchia e Gozo).
- America: provincia di Terranova e Labrador nel Canada, Canada francese (in Québec, festa nazionale), Diocesi di Charleston (USA - intera Carolina del Sud), Porto Rico e la capitale San Juan.
- Asia: diverse città delle Filippine.

## Credenze popolari
In varie parti d'Europa, nell'ambiente agricolo, accanto alla celebrazione liturgica della Natività di san Giovanni Battista (24 giugno) si sono sviluppate manifestazioni ricollegabili a culti agrari e solari di origine pagana, che sono giunte ai giorni nostri e che traggono la loro origine nel fatto che, nel calendario dell'antica Roma il 24 giugno era il giorno del solstizio d'estate e segnava l'inizio della mietitura. Tra le varie manifestazioni che si svolgevano tra la vigilia del 24 e il 29 giugno (giorno della solennità dei santi Pietro e Paolo) vi era l'uso di cantare e ballare, nella notte della vigilia, attorno ad un falò (il fuoco ha funzioni purificatrici e propiziatrici); nella stessa occasione erano riconosciute funzioni propiziatrici anche all'acqua, a certe erbe, al sole nascente. A Genova, dove san Giovanni Battista è patrono, si brucia ancora oggi il falò, che localmente è detto farò.
Il giorno di san Giovanni era considerato adatto ai pronostici. In Sardegna, Sicilia e Calabria è considerato propizio ai legami di comparatico. Nell'Italia Meridionale e nel vudù haitiano vi è la credenza che san Giovanni il 24 giugno sia fatto dormire da Dio per evitare che, in quel giorno, in cui il Santo avrebbe grandi poteri, bruci il mondo.

## Iconografia
Attributo principale nell'iconografia è un lungo bastone sormontato da una piccola croce, con la scritta Ecce agnus Dei ("Ecco l'Agnello di Dio",  Giovanni 1, 29.36, su laparola.net.); è vestito con l'abito tessuto di peli di dromedario, a cui a volte si aggiunge il mantello rosso, segno del martirio.
Il Battista è rappresentato in diversi momenti della sua vita: è spesso rappresentata la sua nascita, e gli artisti indugiano sul delicato particolare di Zaccaria, che, reso muto dall'angelo per la sua incredulità, scrive su un libro il nome del neonato, scena nota come Imposizione del nome del Battista. Spesso è rappresentato bambino (San Giovannino), già vestito con una pelle di dromedario, in compagnia di Gesù e altri personaggi delle due famiglie.
La raffigurazione più frequente è ovviamente la scena del Battesimo di Gesù nel Giordano, sovente con in mano una conchiglia con cui versa l'acqua sul capo di Gesù. È infine rappresentato nel momento del martirio, o subito dopo, quando la sua testa spiccata è presentata su un vassoio a Erode, Erodiade e Salomè.

San Giovanni Battista di Leonardo da Vinci (Parigi, Museo del Louvre)
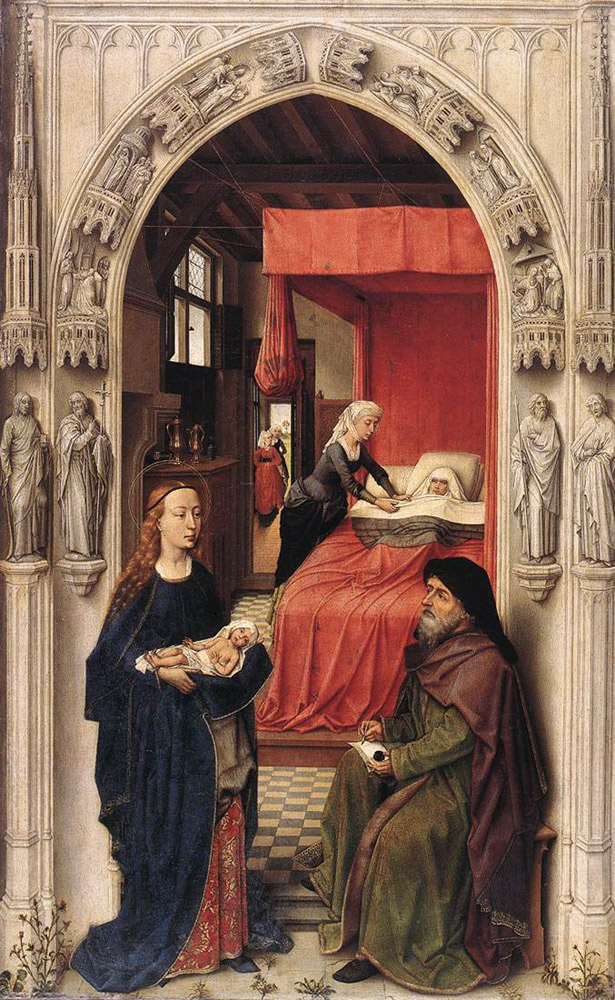
Nascita di Giovanni Battista di Rogier van der Weyden (Musei statali di Berlino, Berlino)
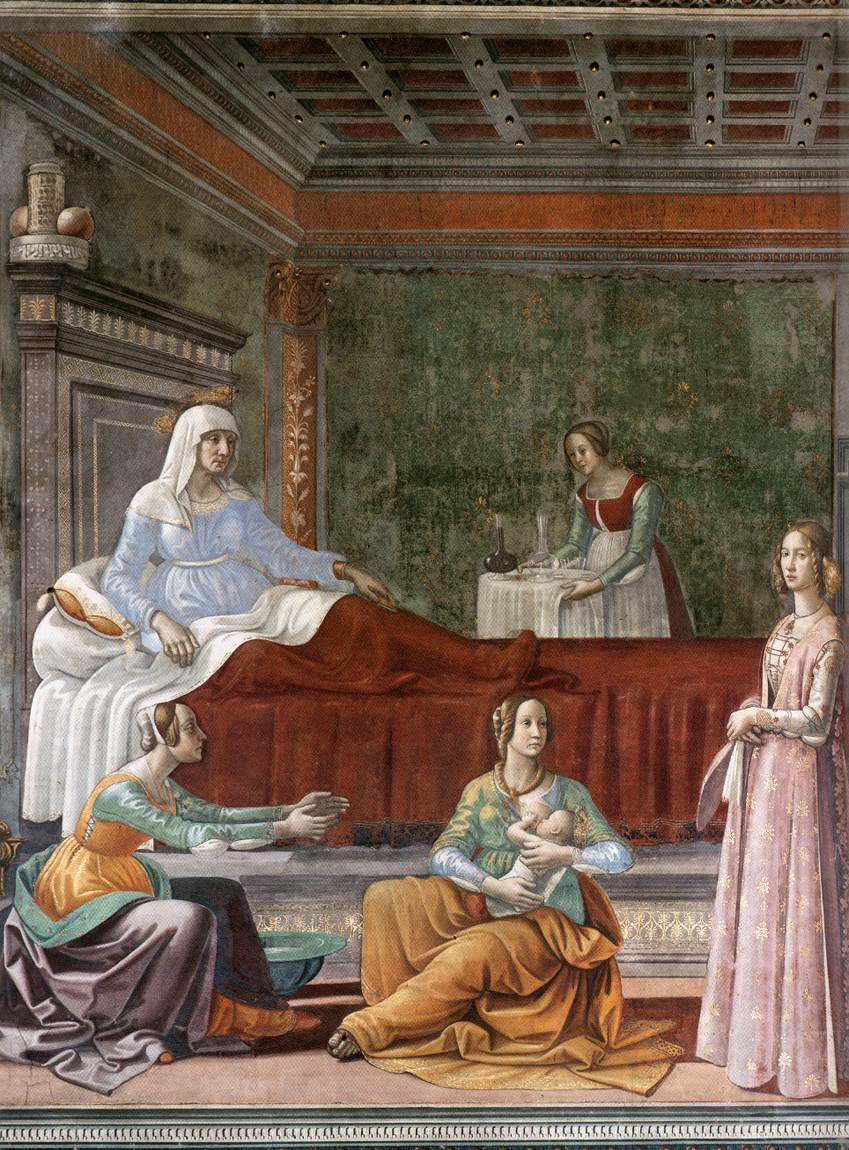
Nascita di Giovanni Battista del Ghirlandaio (Cappella Tornabuoni, Basilica di Santa Maria Novella, Firenze)
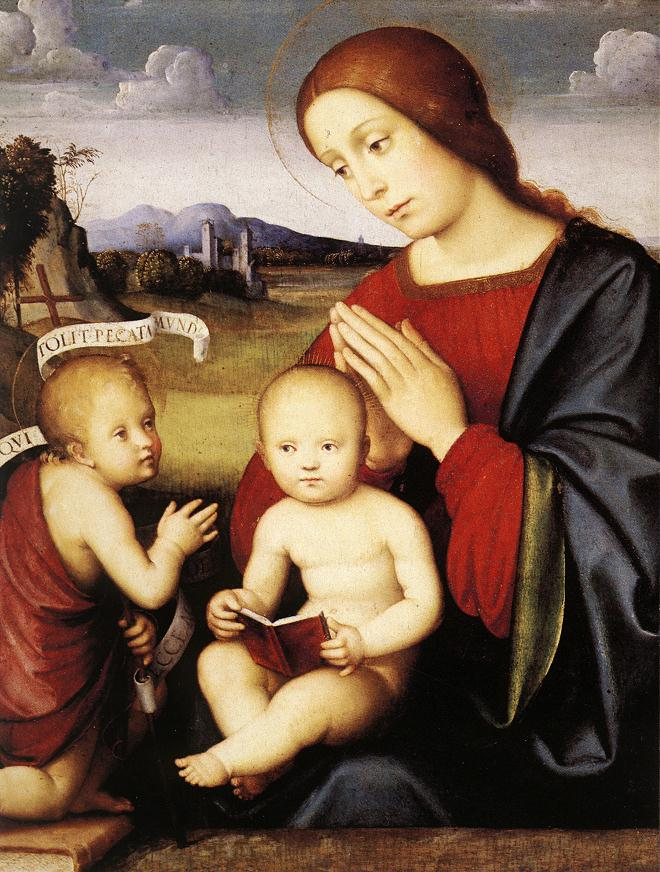
Madonna col Bambino e san Giovannino di Francesco Francia (Museo del Louvre, Parigi)
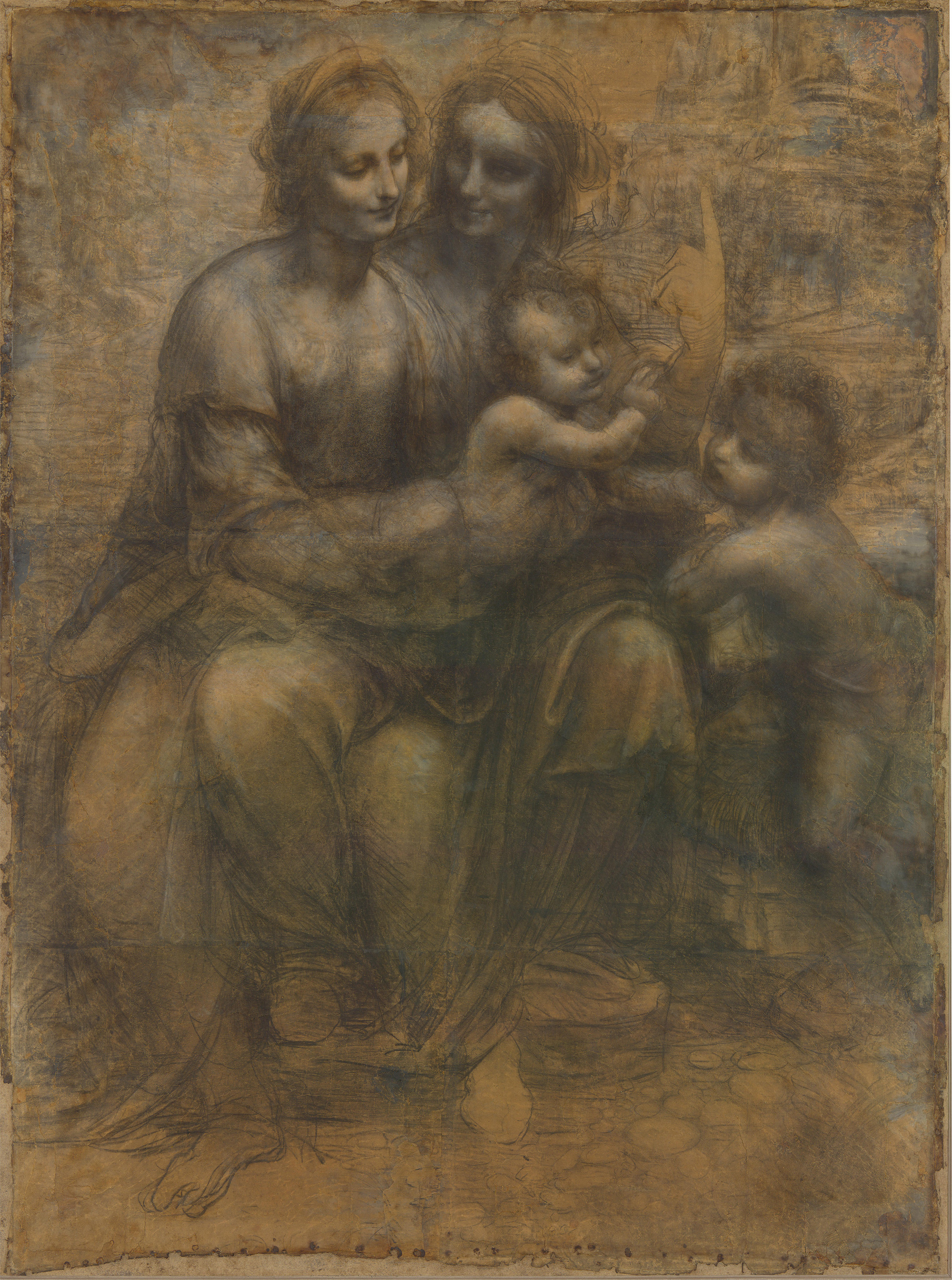
Madonna col Bambino, sant'Anna e san Giovannino di Leonardo (National Gallery, Londra)
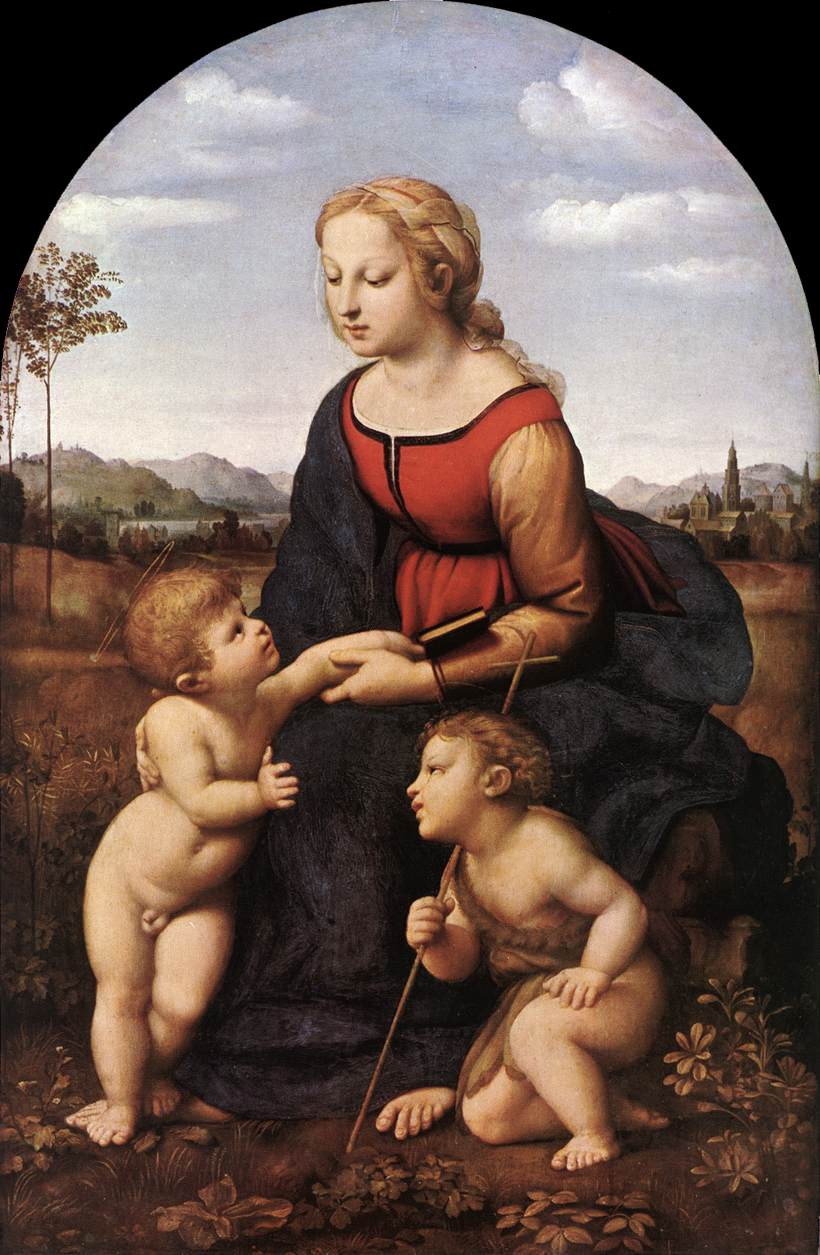
Madonna col Bambino e san Giovannino di Raffaello (Museo di belle arti di Budapest)
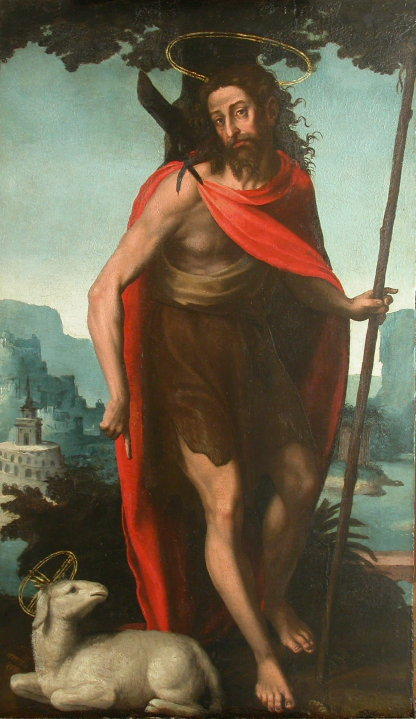
San Giovanni Battista di Juan Vincente Macip (Joan J. Gavara Collection, Valencia)
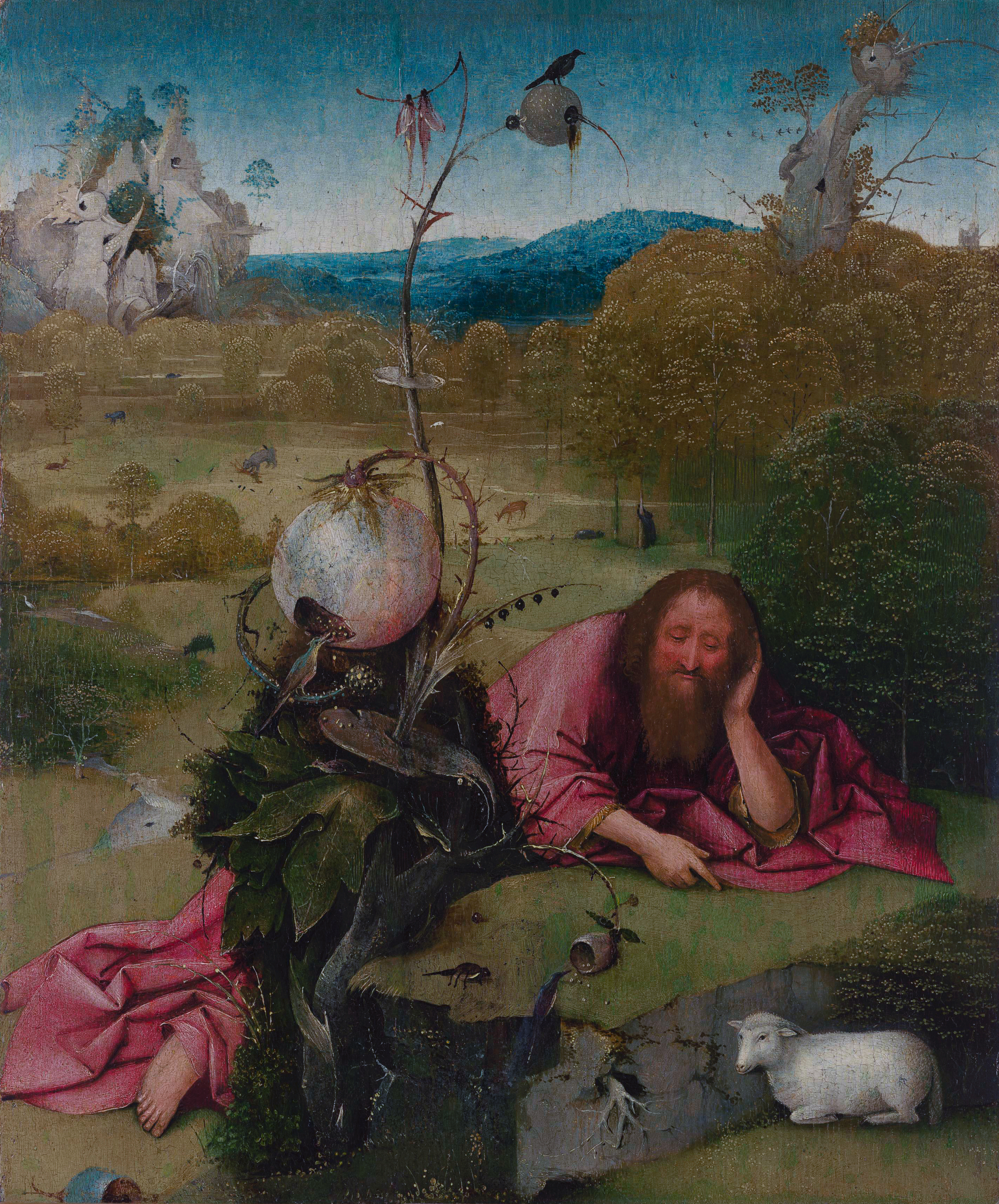
Giovanni Battista nel deserto di Hieronymus Bosch (Madrid, Museo Lázaro Galdiano)
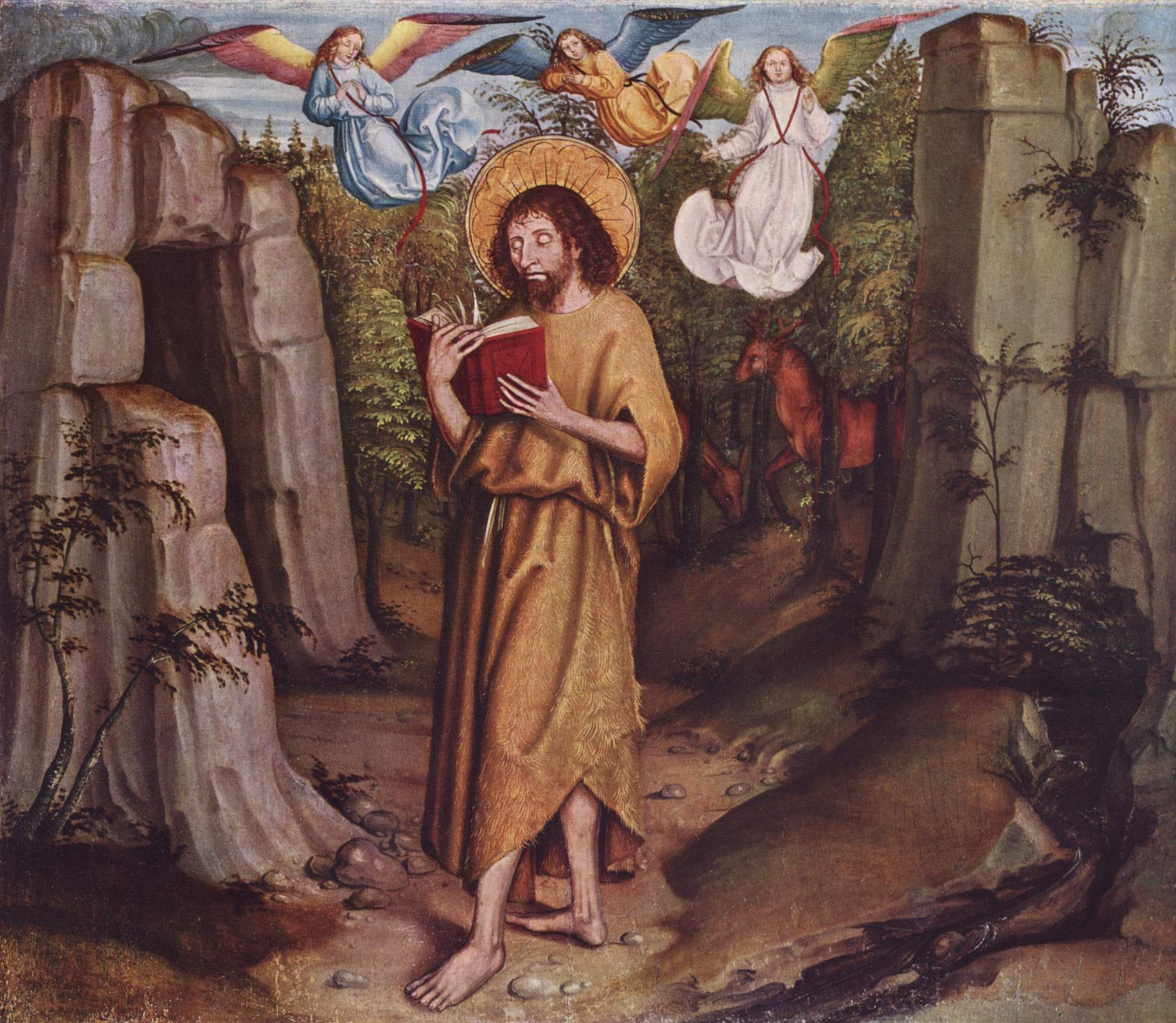
Giovanni Battista nel deserto del Maestro di Berna (Kunsthaus di Zurigo)
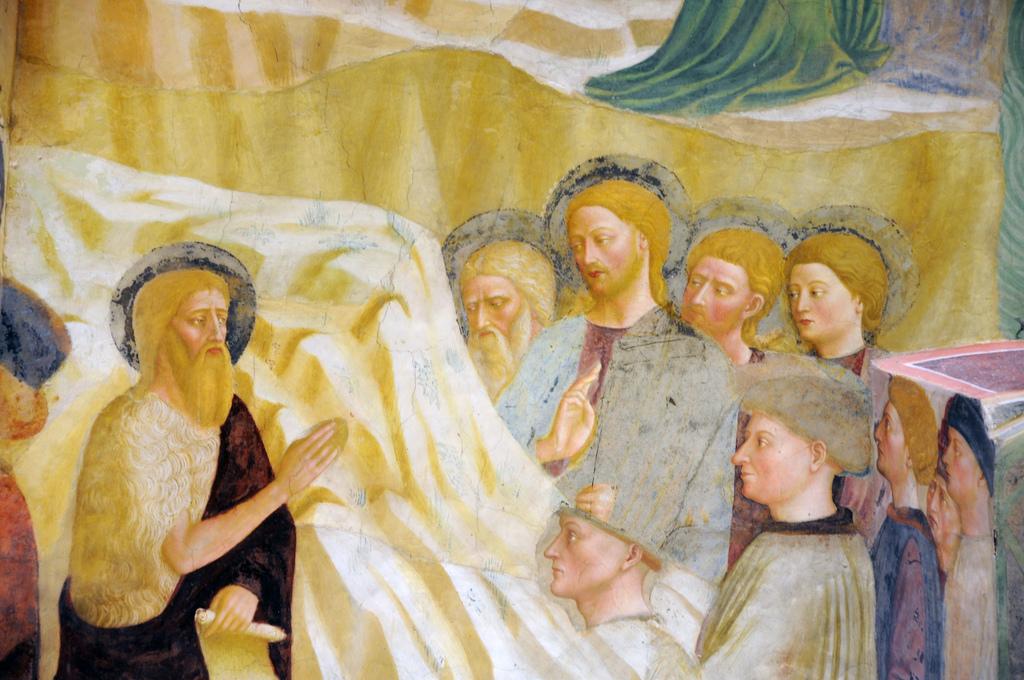
Masolino da Panicale (Castiglione Olona)
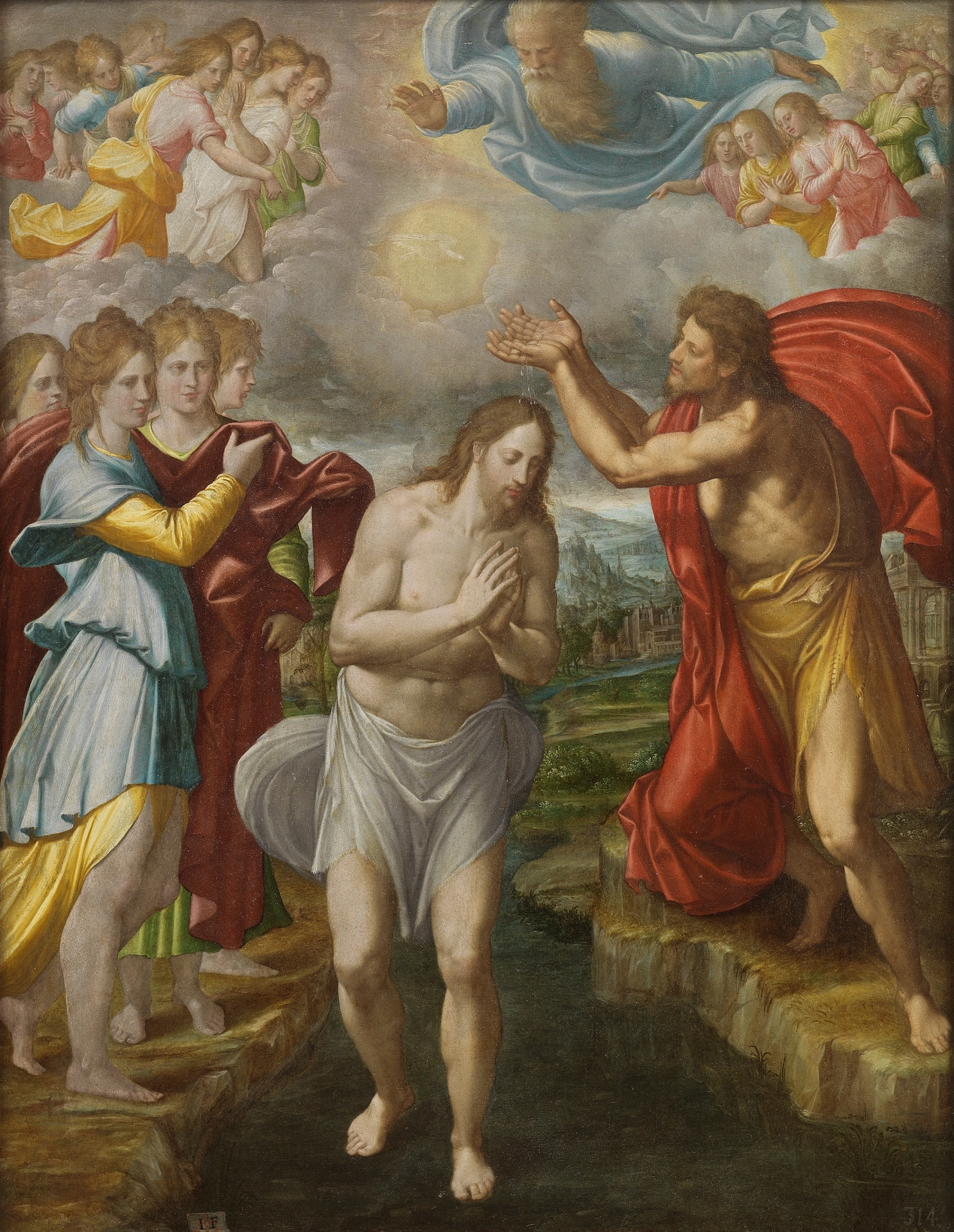
Battesimo di Cristo di Juan Fernández de Navarrete (Museo del Prado, Madrid)
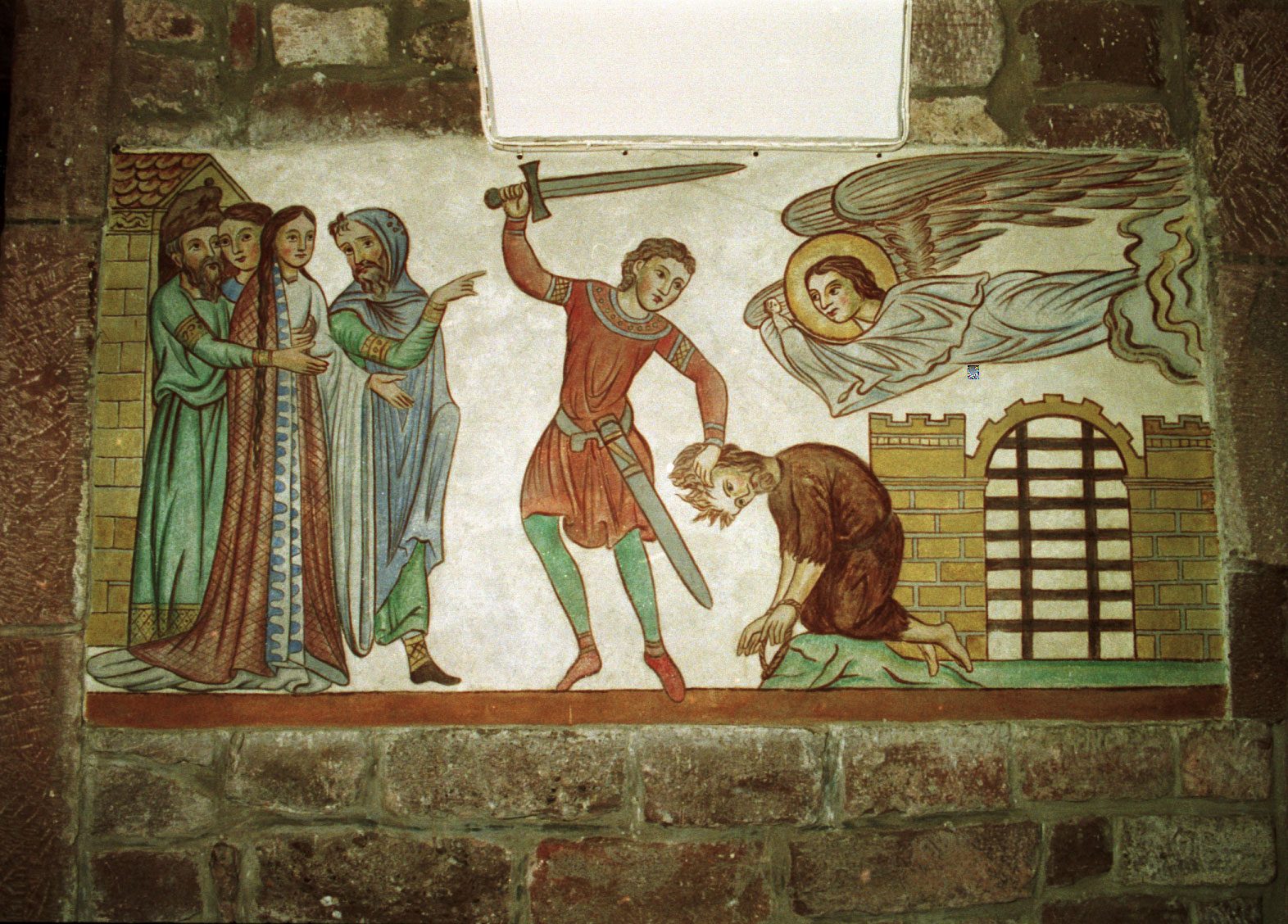
Decapitazione del Battista, abbazia di Hohenbourg, Mont Sainte-Odile
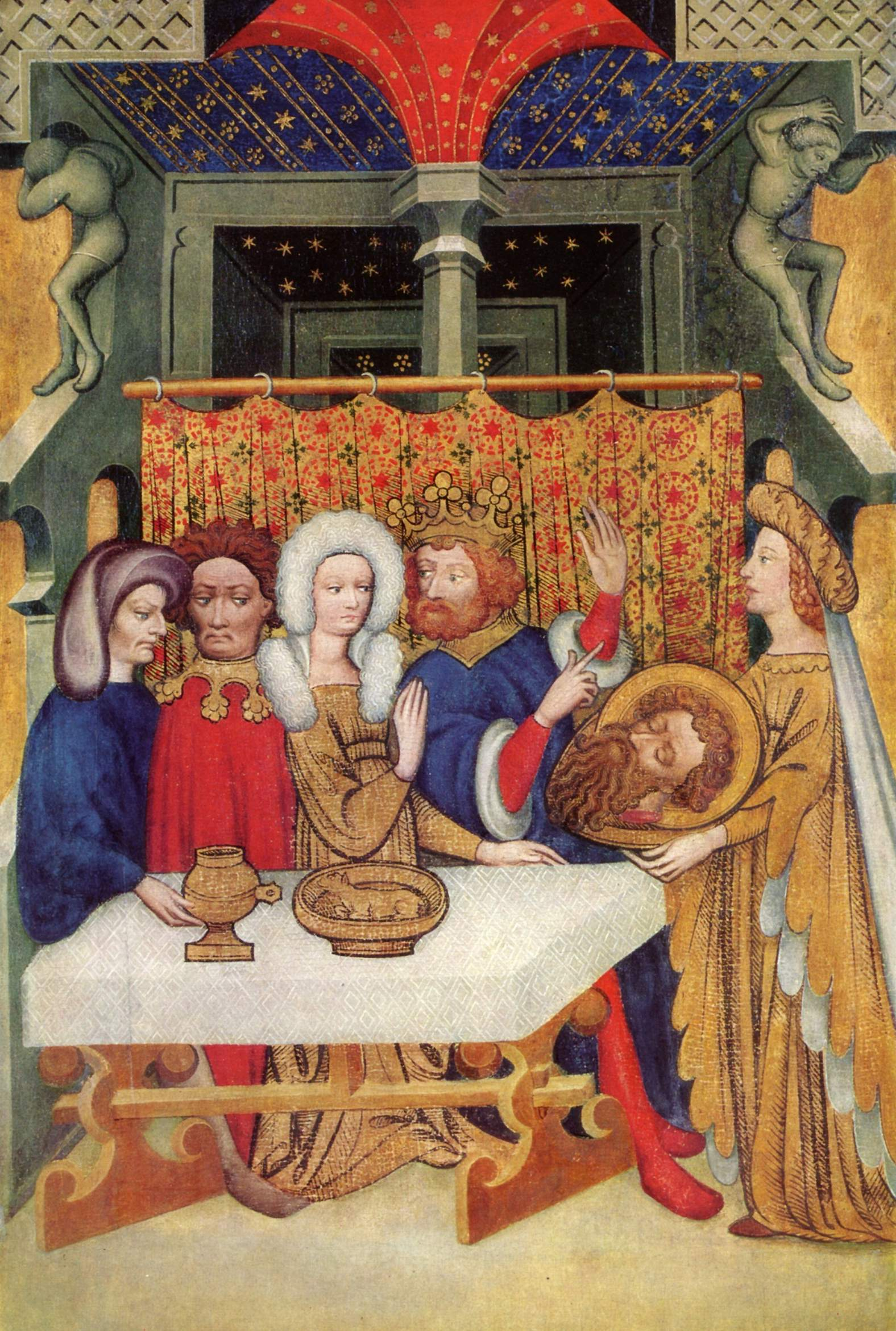
Maestro dell'altare di Ulm, Banchetto di Erode, 1405 circa, Staatsgalerie Stuttgart
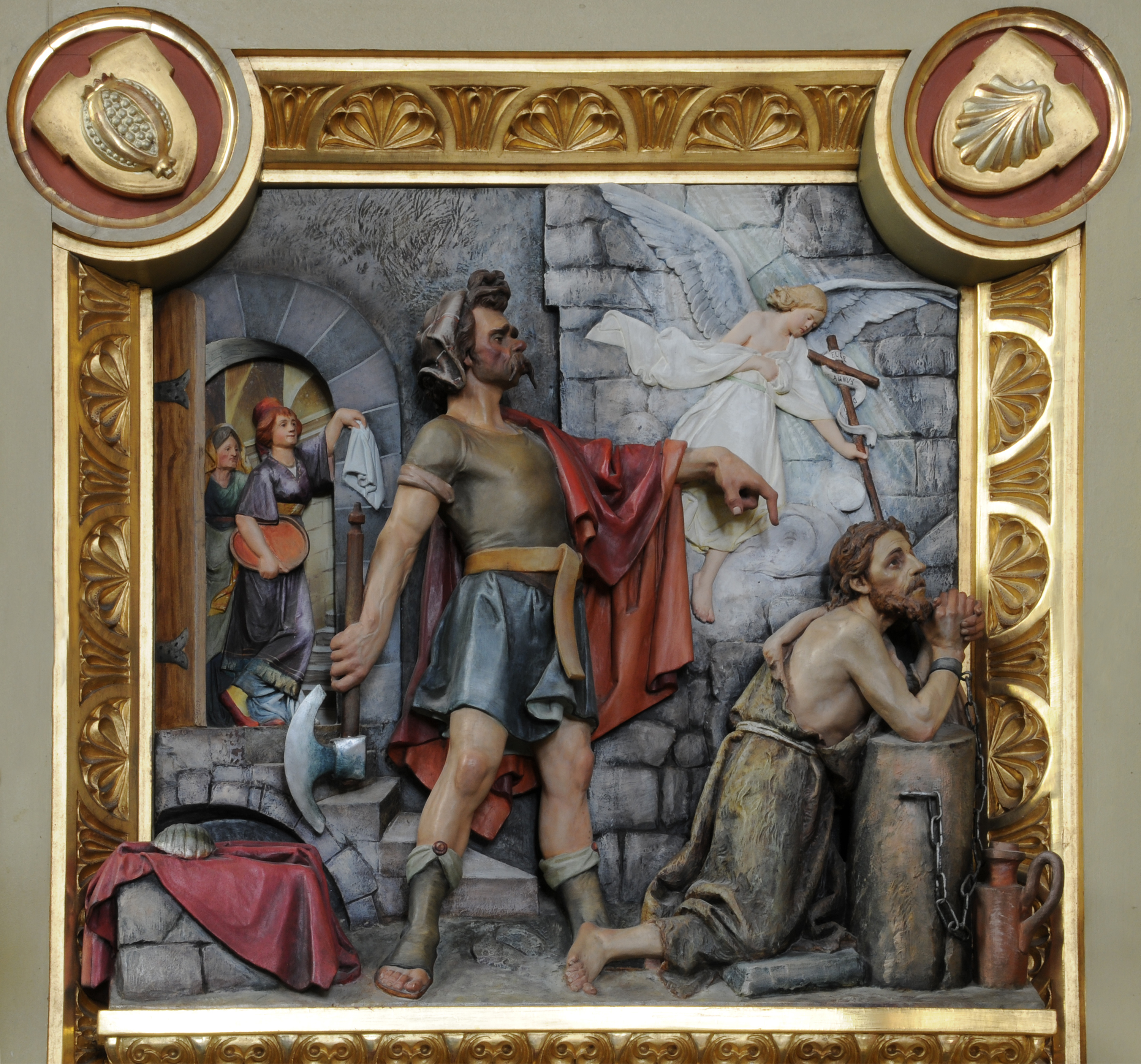
Albino Pitscheider, Decapitazione del Battista, 1905, rilievo in legno
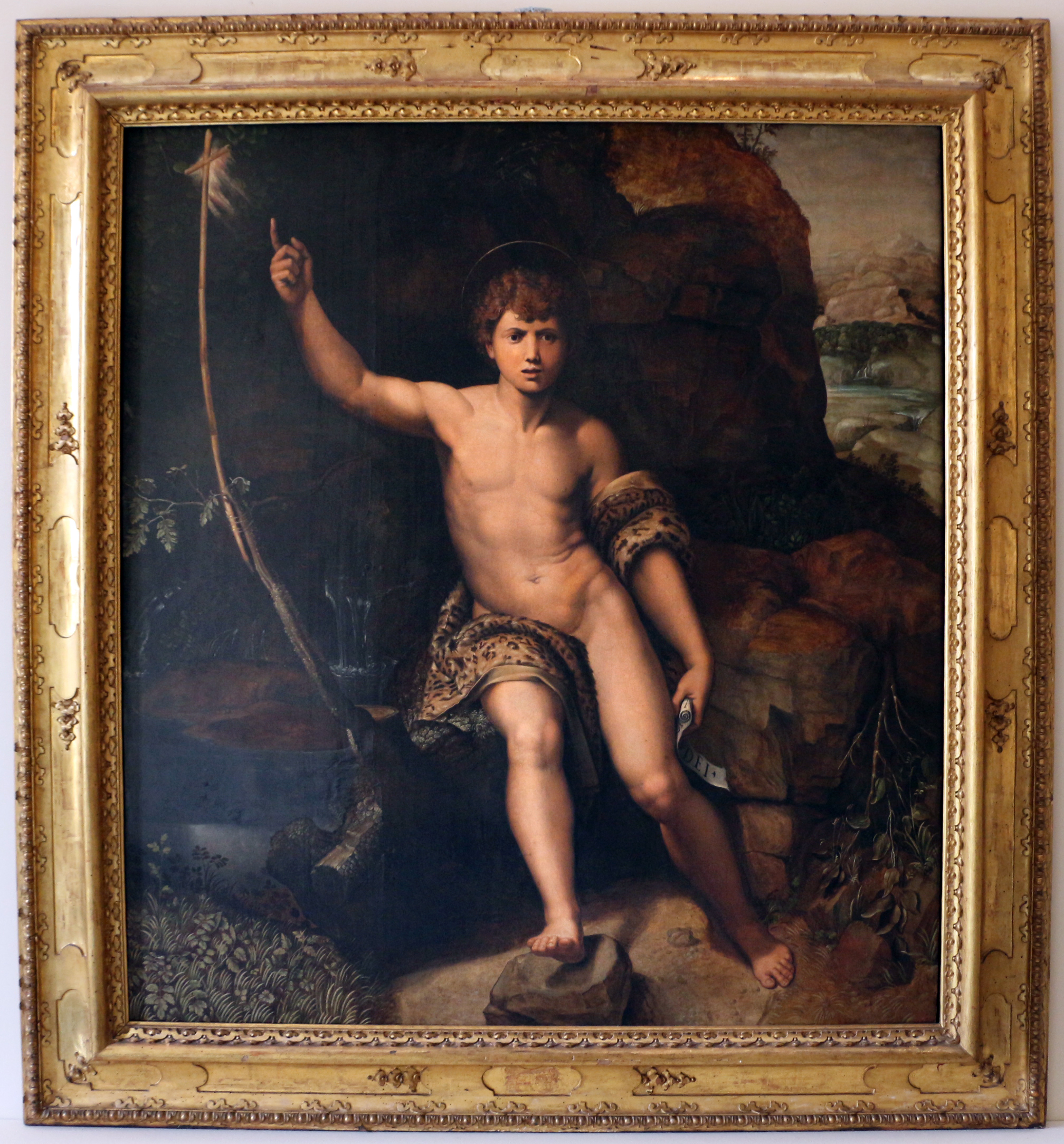
Bottega di Raffaello Sanzio, San Giovannino, XVI secolo, Pinacoteca nazionale di Bologna
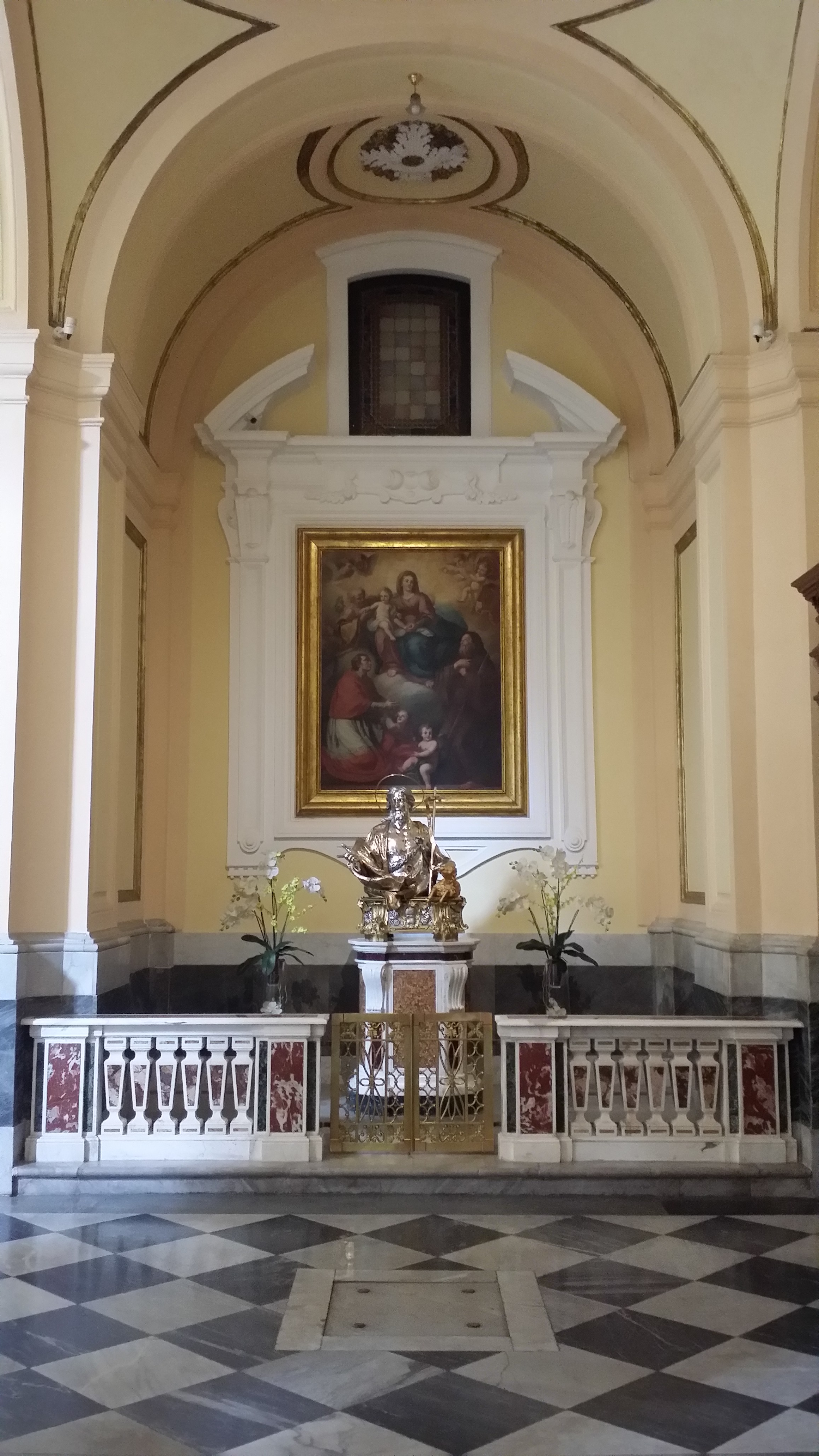
Busto argenteo di San Giovanni Battista situato nella collegiata di San Giovanni Battista (omonima) in Angri.
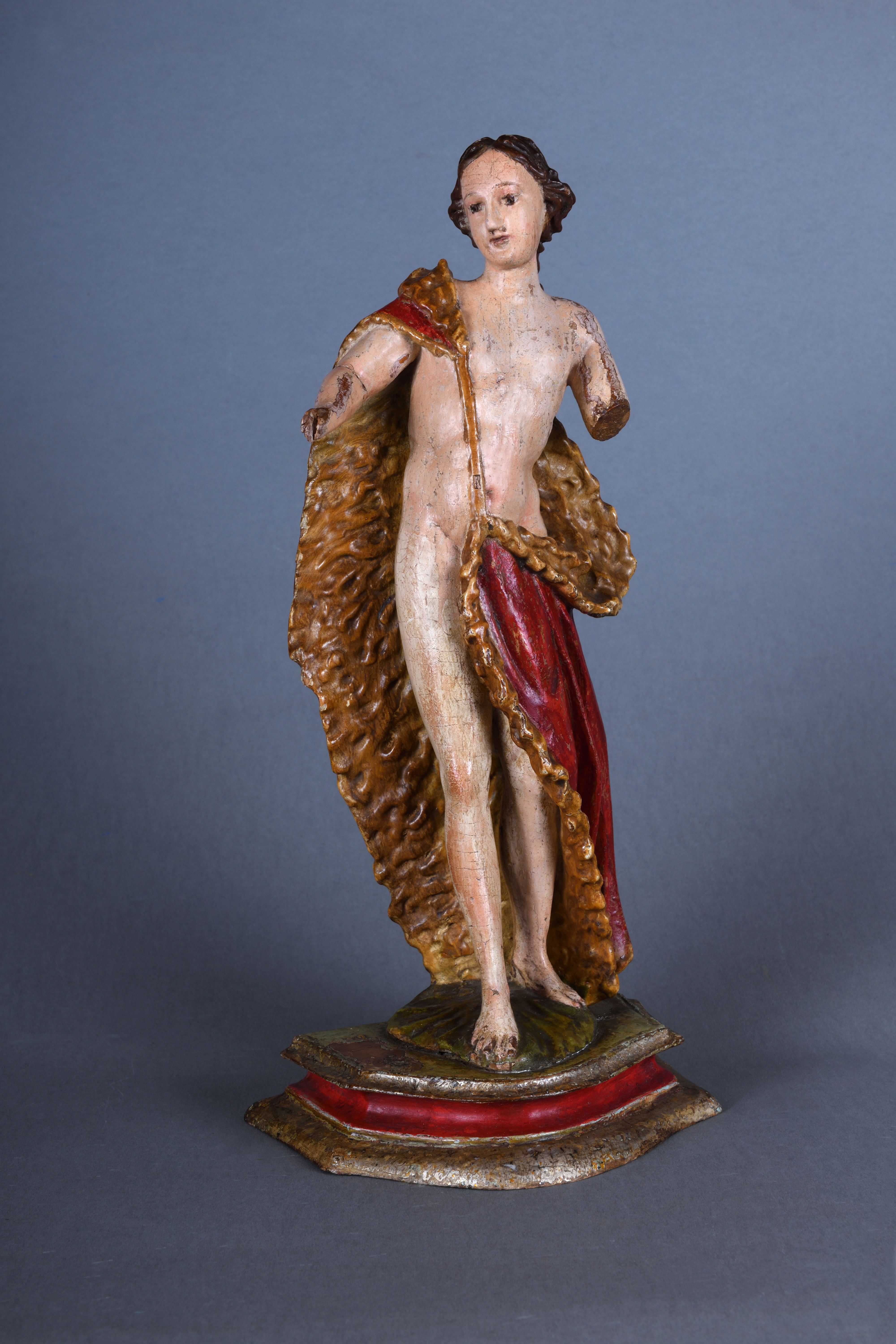
Statuetta policroma di San Giovanni scolpita nel legno del periodo barocco.

### Bibliografiche
1. ↑  Jane Dammen McAuliffe (General editor), Encyclopaedia of the Qur'ān, Leiden, Brill, 2001, voce John the Baptist di Andrea Rippin, Vol. III, pp. 51-52.
2. 1 2 3 4   antropologia e iconografia. su Sapere.it.
3. 1 2   I due San Giovanni ed il senso dei Solstizi - Simbologia esoterica, su freimaurerei.ch, 1º settembre 2018 (archiviato l'8 marzo 2019).
4. ↑   Luca 1,1-7, su La Parola - La Sacra Bibbia in italiano in Internet.
5. ↑   Lc 1,5, su La Parola - La Sacra Bibbia in italiano in Internet.
6. ↑   Lc 1,15, su La Parola - La Sacra Bibbia in italiano in Internet.
7. ↑   Lc 3, 1-2, su La Parola - La Sacra Bibbia in italiano in Internet.
8. ↑  Mons. Mario Righetti, Storia liturgica, vol. II, Milano, Ancora, 1969, pp. 65-70;  Le origini della festa di Natale, Gennaio 2003.
9. ↑   Mc 1, 6, su La Parola - La Sacra Bibbia in italiano in Internet.
10. ↑   Mc1,2-3, su laparola.net.
11. ↑   Mal3,1, su laparola.net.
12. ↑   Is40,3, su laparola.net.
13. ↑   Mt3,3, su laparola.net.
14. ↑  Bruce Metzger e Bart Ehrman, Il testo del Nuovo Testamento, Paideia Editrice, 2013, p. 231, ISBN 978-88-394-0853-2.
15. ↑  Bibbia TOB, Nuovo Testamento Vol.3, Elle Di Ci Leumann, 1976, p. 133.
16. ↑  (EN)  Bart Ehrman, Misquoting Jesus, The story behind who changed the Bibble and why, HarperOne, 2005, pp. 94-95, ISBN 978-0-06-085951-0.
17. ↑   Vulgata.
«Illum oportet crescere, me autem minui»
18. ↑   commentario, su laparola.net.
19. ↑   Gv1, su laparola.net.
20. ↑   Lc1; Lc3, su laparola.net.
21. ↑  Corrado Augias e Mauro Pesce, Inchiesta su Gesù, Mondadori, 2011, p. 45, ISBN 978-88-04-57132-2.
22. ↑   Mc1,14, su laparola.net.
23. ↑   Gv1,43; Gv2,1-12; Gv3,22-24, su laparola.net.
24. ↑  Bibbia TOB, Nuovo Testamento, Vol.3, Elle Di Ci Leumann, 1976, p. 198.
25. ↑  Bart Ehrman, Prima dei vangeli, Carocci Editore, 2017, pp. 180-181, ISBN 978-88-430-8869-0.
26. ↑  Adriana Destro e Mauro Pesce, La morte di Gesù, Rizzoli, 2014, pp. 104-105, ISBN 978-88-17-07429-2.
27. ↑  (EN)  Bart D. Ehrman, Jesus, Interrupted - Revealing the Hidden Contradictions in the Bible, HarperCollins Publishers, 2009, pp. 40-41, ISBN 978-0-06-186327-1.
28. ↑  Walter Wink, in Encyclopedia of Religion, vol. 7. NY, MacMillan, 2005 (1987), pp. 4942-3.
29. ↑   Marco 2, 18, su La Parola - La Sacra Bibbia in italiano in Internet.
30. ↑  Flavio Giuseppe, Antichità Giudaiche 18.5.2.
31. ↑   Matteo 11, 2-3, su La Parola - La Sacra Bibbia in italiano in Internet.
32. ↑   Isaia 29, 18; 35, 4-6; 42, 6-7; 61, 1, su La Parola - La Sacra Bibbia in italiano in Internet.
33. ↑   Matteo 3, 16, su La Parola - La Sacra Bibbia in italiano in Internet.
34. ↑   Matteo 3, 17, su La Parola - La Sacra Bibbia in italiano in Internet.
35. ↑   Marco 6, 18, su La Parola - La Sacra Bibbia in italiano in Internet.
36. ↑   Atti 19, 1-7, su La Parola - La Sacra Bibbia in italiano in Internet.
37. ↑   Pier Luigi Guiducci, Giovanni Battista, il Precursore, su storico.org, gennaio 2019. URL consultato il 29 gennaio 2025.
38. ↑   Armando J. Levoratti, Nuovo commentario biblico. I Vangeli, Roma, Città Nuova, 2005,  p. 304, ISBN 9788826315669.
39. ↑   Matteo 11, 6, su La Parola - La Sacra Bibbia in italiano in Internet.
40. ↑   Luca 1, 44, su La Parola - La Sacra Bibbia in italiano in Internet.
41. ↑   Matteo 11, 11, su La Parola - La Sacra Bibbia in italiano in Internet.
42. ↑   Il Vangelo di San Tommaso, su cristianesimo.it. URL consultato il 13 novembre 2017.
43. ↑   Ml 3, 1-24, su La Parola - La Sacra Bibbia in italiano in Internet.
44. ↑   Matteo 17, 10-12, su La Parola - La Sacra Bibbia in italiano in Internet.
45. ↑   Giovanni 3, 1-36, su La Parola - La Sacra Bibbia in italiano in Internet.
46. ↑   Malachia 3,1;23, su La Parola - La Sacra Bibbia in italiano in Internet.
47. ↑  Antichità giudaiche(XVIII, 118-119)
48. ↑   Matteo 27, 52-53, su La Parola - La Sacra Bibbia in italiano in Internet.
49. ↑  Vittorio Messori, Ipotesi su Maria, Milano, Edizioni Ares, 2005, pp. 382-383.
50. ↑   Lc 1:15-16, su La Parola - La Sacra Bibbia in italiano in Internet.
51. ↑   Gv 1:5-7, su La Parola - La Sacra Bibbia in italiano in Internet.
52. 1 2 3   Calendario liturgico ortodosso 2019 (PDF), su monasterosantabarbara.it (archiviato dall'url originale il 12 dicembre 2019).
53. ↑  Vedi, per esempio, il calendario liturgico dell'eparchia di Piana degli Albanesi:  Imerologhion 2019 (PDF)., p. 251.
54. ↑   Martirologio Romano. Riformato a norma dei decreti del Concilio ecumenico Vaticano II e promulgato da papa Giovanni Paolo II (PDF), Città del Vaticano, Libreria editrice vaticana, 2004,  p. 747.
55. ↑   Lc 1:5,15, su La Parola - La Sacra Bibbia in italiano in Internet.
56. ↑   Padre Angelo, In diversi siti di apologetica ortodossa si afferma che Santa Caterina da Siena per rivelazione celeste avrebbe saputo che la Madonna avrebbe contratto il peccato originale, ma questo è falso, su cooperatores-veritatis.org.
57. ↑   Martirologio Romano. Riformato a norma dei decreti del Concilio ecumenico Vaticano II e promulgato da papa Giovanni Paolo II (PDF), Città del Vaticano, Libreria editrice vaticana, 2004,  p. 489.
58. ↑   Pietre-Stones Review of Freemasonry, su freemasons-freemasonry.com. URL consultato il 14 febbraio 2010.
59. ↑   Martirologio Romano. Riformato a norma dei decreti del Concilio ecumenico Vaticano II e promulgato da papa Giovanni Paolo II (PDF), Città del Vaticano, Libreria editrice vaticana, 2004,  p. 679.
60. ↑   Piero Bargellini, Martirio di San Giovanni Battista, su Santi, beati e testimoni, 1º febbraio 2001. URL consultato il 30 novembre 2019.
61. ↑   Oliviero Iozzi, Le insigni reliquie del Battista in Roma e in Viterbo, Roma, 1904.
62. ↑   Il Monastero di San Macario a Scete (Wadi el-Natrun), su The Monastery of St.Macarius the Great. URL consultato il 14 giugno 2015 (archiviato dall'url originale il 2 aprile 2008).
63. ↑   Delle Donne Marcella, Camele, il diavolo e il santo. Uno sguardo antropologico., Liguori,  p. 23.
64. ↑   Consiglio nazionale delle ricerche, 1959, Rivista di etnografia, Volumi 13-16, Pagina 93.
65. ↑   Atti 19:1-8, su La Parola - La Sacra Bibbia in italiano in Internet.
66. ↑   Luca 3:21-22, su La Parola - La Sacra Bibbia in italiano in Internet.
67. ↑   Lettera 265 di sant'Agostino e Somma teologica, III, 38, 6, ad 2, su amicidomenicani.it.
68. ↑   Pagina Facebook della Chiesa di Moglia, su facebook.com.
69. ↑   Il Farò di San Giovanni: una tradizione tra storia, religione e magia, su guidatorino.com. URL consultato il 29 febbraio 2020.